# Ebhausen

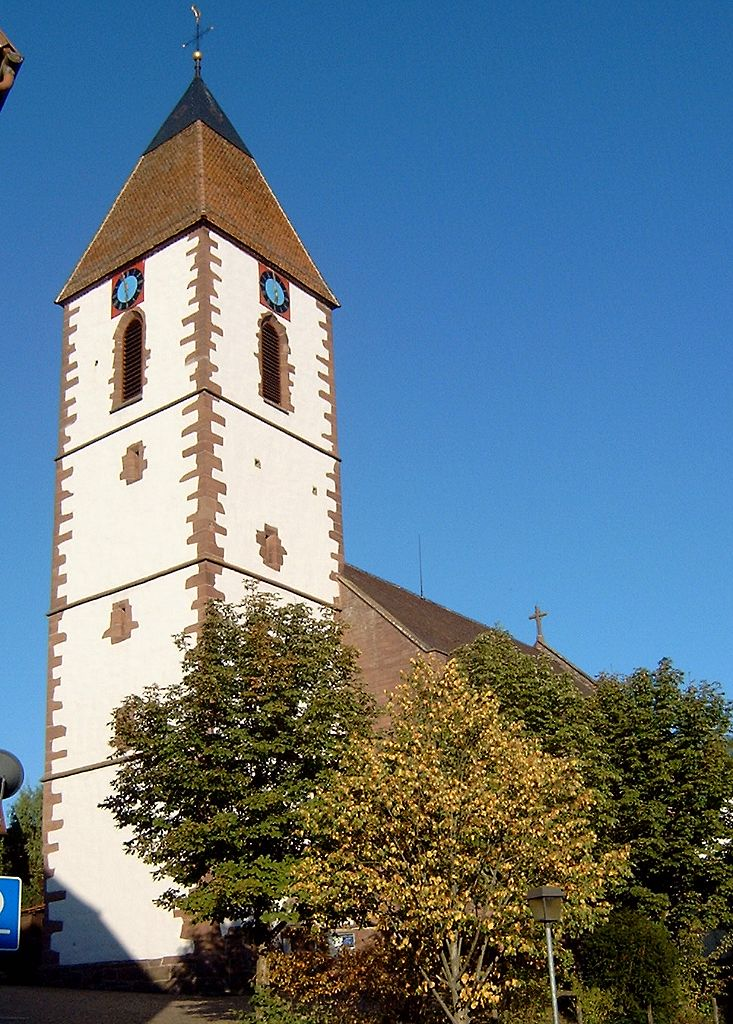
Die evangelische Kirche (früher: Unserer lieben Frau) in Ebhausen

Ebhausen ist eine Gemeinde im Landkreis Calw in Baden-Württemberg. Sie gehört zur Region Nordschwarzwald.

## Geographie

### Lage
Ebhausen liegt in 425 bis 595 m ü. NHN zwischen Nordschwarzwald und Hecken- und Schlehengäu, welches sich als ein etwa 10 bis 15 km breiter Landschaftsstreifen links und rechts des Nagoldtales hin zum Nordschwarzwald zieht. Die Böden gehören zur Lage des Unteren- und Mittleren Muschelkalks. Zwischen die vom Muschelkalk gebildeten Höhenrücken und Bergkuppen hat sich im Bereich von Ebhausen der Fluss Nagold in die Schicht des Oberen Buntsandstein eingegraben.

### Gemeindegliederung
Zur Gemeinde Ebhausen gehören die ehemals selbständigen Gemeinden Ebershardt, Rotfelden und Wenden. Zur ehemaligen Gemeinde Rotfelden gehören der Ort Ziegelhütte, das Gehöft Gärtenfeld und die Schwarzenbachmühle.

## Geschichte

### Ebhausen und Wöllhausen
Bei Bauarbeiten im Gewann Frauenhof stieß man im Jahr 1995 in einer Tiefe von etwa 1,30 m auf Brandreste und Scherben von Tongefäßen. Durch Karl Kempf, Historiker in Rotfelden, wurde eine vorläufige Bestimmung der Funde vorgenommen. Die grobe, ungemusterte Keramik war etwa 1 cm dick. Auffallend war die starke Magerung mit Glimmer. Die Scherben hatten eine flache Krümmung, so dass ein Gefäß mit einem Durchmesser von rund einem Meter angenommen werden konnte. Im Zusammenhang mit den Brandresten kann eine Urnenbrandbestattung angenommen werden. Karl Kempf datierte die Funde in die frühe Bronzezeit bzw. Jungsteinzeit. Leider wurde die Fundstätte durch ein Missverständnis ganz abgetragen. Die sichergestellten Funde gingen an das Landesdenkmalamt.
Im Jahr 1834 wurden am südlichen Ende des Ortes Ebhausen alamannische Reihengräber mit Waffen und Gefäßen gefunden. Ähnliche Grabstätten fanden sich auch in der Nähe der Kirche und des Schulhauses. Es ist bekannt, dass die Alamannen im süddeutschen Raum bevorzugt Land besiedelten, das davor kultiviert worden war. Der Flurname „auf Mauren“ auf dem Gebiet des heutigen Friedhofs weist vermutlich auf Gebäudereste eines römischen Gutshofes hin. Da einige römische Gutshöfe auch in umliegenden Gemeinden gefunden wurden, scheint es gut möglich zu sein, dass Ebhausen schon in römischer Zeit besiedelt war. Bis jetzt fehlen allerdings Belege für diese Annahme.
Ebhausen ist aus den ursprünglich selbständigen Dörfern Ebhausen und Wöllhausen zusammengewachsen. Allerdings hatten beide Orte schon immer eine gemeinsame Markung. Nach dem Codex maior traditionum Weingartiensium und der Historia Welforum gehörte der Zehnte der Kirche in Wöllhausen (ecclesia in Welnhusen) vor 1089 den Grafen von Buchhorn. Diese Kirche, nach späteren Quellen St. Martinskirche, wurde im 16. Jahrhundert profaniert. In einer 1245 in lateinischer Sprache abgefassten Urkunde, in welcher der Ritter Heinrich von Nagold seiner Frau Adelheid Güter als Unterpfand verschreibt, wird mit weiteren Personen ein „advocatus de Wellehusin“, also der Vogt von Wellehusin, als Zeuge genannt. Der Burgstall auf dem Stuhlberg in Wöllhausen wird schon im württembergischen Lagerbuch aus dem Jahr 1623 als „ganz abgegangen“ bezeichnet. Das Wappen der Vögte von Wöllhausen fand mit seiner Aufteilung Eingang in das heutige Wappen der Gemeinde Ebhausen.
Ebhausen wurde im Jahr 1275 als „Ebehusen“ erstmals im „Liber decimationis“ des Bistums Konstanz erwähnt. Die beiden Ortschaften kamen von dem Grafen Burkhard von Hohenberg 1364 an den Pfalzgrafen Ruprecht. Dieser belehnte Wetzel von Ebhausen mit dem hiesigen Mannlehen. Aus dem Wappen der Wetzel von Ebhausen fand das Beil ebenfalls Eingang in das heutige Wappen der Gemeinde Ebhausen. Im Jahr 1440 kamen die Orte mit Wildberg an Württemberg.

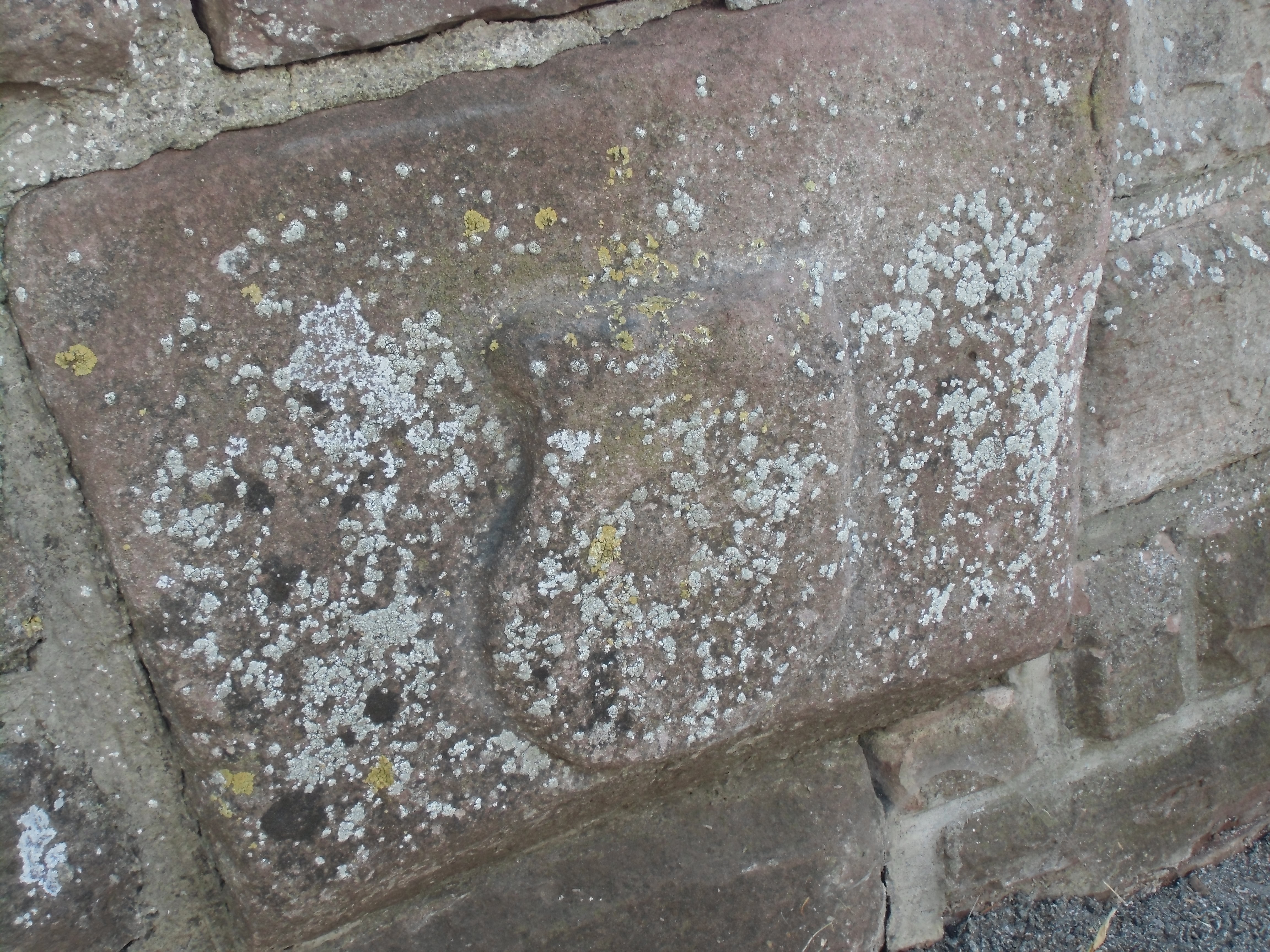
Wappenstein des ehemaligen Ebhauser Tores

Ebhausen hatte zwei Tore, das Ebhauser und das Wöllhauser Tor. Vom Ebhauser Tor befindet sich noch ein Wappenstein in einer Sandsteinmauer in der Nähe des ehemaligen Tores an der Kreuzung Johanniter Straße / Torweg.
Die Kirche, der Mutter Gottes geweiht („Unsere liebe Frau“ bereits um 1400 erwähnt), besaß im Mittelalter einen großen Sprengel. Er umfasste die Orte Rohrdorf (bei Nagold), Berneck, Pfrondorf, Gaugenwald, Ebershardt, Wart, Martinsmoos, Zwerenberg, Hornberg, Neuweiler, Oberweiler, Aichhalden, Hofstett, Hünerberg, Aichelberg und Nonnenmiß. Dieser große Sprengel ist ein Indiz dafür, dass Ebhausen im frühen Mittelalter ein Ausgangspunkt für die Rodung und Besiedlung des Schwarzwaldes war. Der Kirchensatz wurde durch die Grafen von Hohenberg im Jahr zuerst 1305 an das Kloster Kniebis, dann 1318 dem Johanniterordenzu Rohrdorf überlassen, der ihn bis 1568 besaß. Bei Ausgrabungen in der Ebhauser Kirche in den Jahren 1962 durch das Staatliche Amt für Denkmalpflege Tübingen wurden Grundmauern von drei Vorgängerbauten freigelegt. Das älteste Fundament zeigt eine kleine Saalkirche aus karolingischer Zeit.
Im Herbst des Jahres 1634, nach der für den Heilbronner Bund verlorenen Schlacht bei Nördlingen, als Württemberg schutzlos den umherziehenden kaiserlichen Soldaten ausgeliefert war, fiel Ebhausen zu großen Teilen einem Brand zum Opfer. Bei der Erweiterung des Rathauses im Jahr 1987 wurde in einer Tiefe von 20 bis 40 cm eine Brandschicht sichtbar, die Brandschutt, Dachziegel und auch Ofenkacheln enthielt.

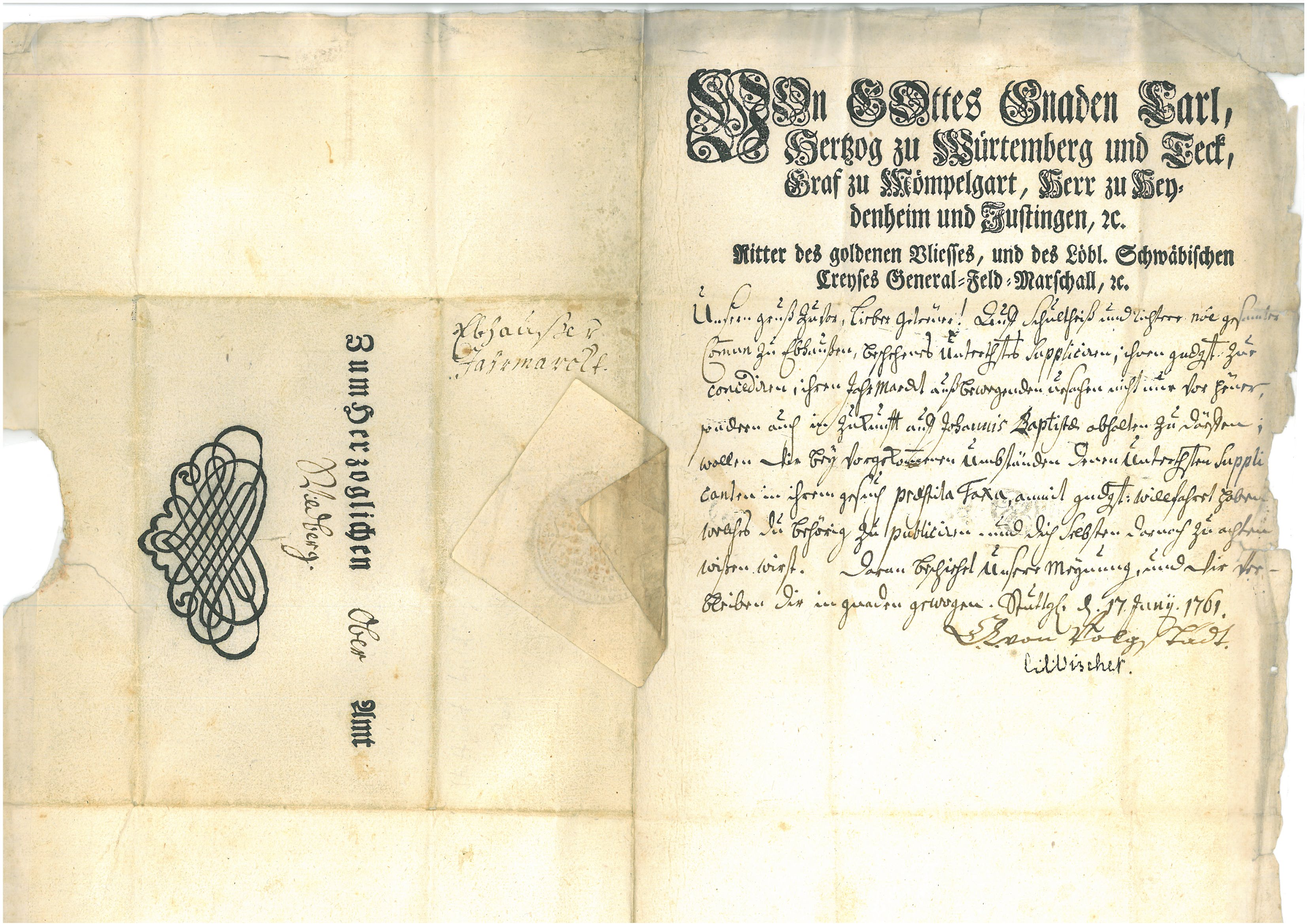
Schreiben an das Oberamt Wildberg über die Erlaubnis eines Jahrmarktes auf Johannis Baptista

Der Ort Ebhausen besitzt Marktrecht. Alljährlich finden zwei Markttage statt. Ein Markt wird auf das Fest Johannis Baptista am 24. Juni abgehalten. Der zweite Markt ist wohl älter und wird nach dem Erntedankfest veranstaltet. 1730 baten Schultheiß und die Richter der Gemeinde Ebhausen den Landesherrn um die Erlaubnis, wieder zwei Jahrmärkte abzuhalten. Hieraus ist zu schließen, dass es in der Vergangenheit ein Marktrecht gab. 1731 wurde dies durch Herzog Eberhard Ludwig von Württemberg höchstpersönlich erteilt. Allerdings wurde der Zeitpunkt für die Märkte noch nicht festgelegt. Die Gemeinde ist in Besitz eines Schreibens, datiert vom 17. Juni 1761, in dem Herzog Carl Eugen von Württemberg das Marktrecht für den Johannistag erteilte. Dieser Markt scheint aber eine Zeit lang nicht mehr stattgefunden zu haben, denn am 4. Juli 1816 beschloss der Gemeinderat, diesen Markt nicht mehr zu halten.
Zu Ebhausen gehörte bis 1834 auch der Weiler Monhardt (heute ein Stadtteil von Altensteig) der ursprünglich ein Gutshof war.
Der Haupterwerb der Bevölkerung war neben der Landwirtschaft verschiedene Handwerkstätigkeiten. Innerhalb dieser, bereits im Spätmittelalter einsetzenden Spezialisierung, erfuhr im 16. Jahrhundert die Zeugmachertätigkeit eine Blüte. Im 17. und 18. Jahrhundert bestimmte die Calwer Zeughandlungskompagnie die Produktion, in deren Abhängigkeit die Meister in Ebhausen geraten waren. Im Steuerkataster aus dem Jahr 1730 werden für die Handwerkerschaft in Ebhausen folgende Zahlen angegeben: 112 Männer mit Bürgerrecht, 1 Beisitzer, 10 Witwen. Von den Männern waren 77 Handwerker und von diesen wieder 45 Zeugmacher. Im 19. Jahrhundert führten Absatzschwierigkeiten zu einer erhöhten Auswanderung, vor allem nach Polen, Russland und Nordamerika. Fanden noch um 1820 etwa 80 selbständige Meister mit 150 Webstühlen in Ebhausen ihr Auskommen, so waren es 1853 nur noch zehn. Gleichzeitig wurde die Textilherstellung in moderneren Verfahren vorangebracht. Es entstanden auch in Ebhausen Textilfabriken. Heute ist Ebhausen Gewerbestandort und Pendlerwohngemeinde.
Nach der Gründung des Königreichs Württemberg kam Ebhausen 1807 vom aufgelösten Oberamt Wildberg zum Oberamt Nagold. 1938 wurde Ebhausen auf Grund der Kreisreform während der NS-Zeit in Württemberg dem Landkreis Calw zugeordnet. 1945 wurde Ebhausen Teil der Französischen Besatzungszone und kam somit zum neu gegründeten Land Württemberg-Hohenzollern, welches 1952 im Land Baden-Württemberg aufging.

### Liste der Schultheißen und Bürgermeister von Ebhausen
- 1886–1924: David Dengler
- 1924–1945: Gottlob Mutz
- 1945–1948: Karl Schöttle
- 1949–1950: Wilhelm Dengler
- 1950–1957: Gottlob Mutz
- 1957–1991: Hermann Maier
- seit 1991: Volker Schuler

Seit dem 1. Dezember 1930 heißen die Schultheißen Bürgermeister.
Die heutige Gemeinde wurde am 1. Januar 1975 durch Vereinigung der Gemeinden Ebhausen, Ebershardt, Rotfelden und Wenden neu gebildet.

### Ortsteile

#### Rotfelden

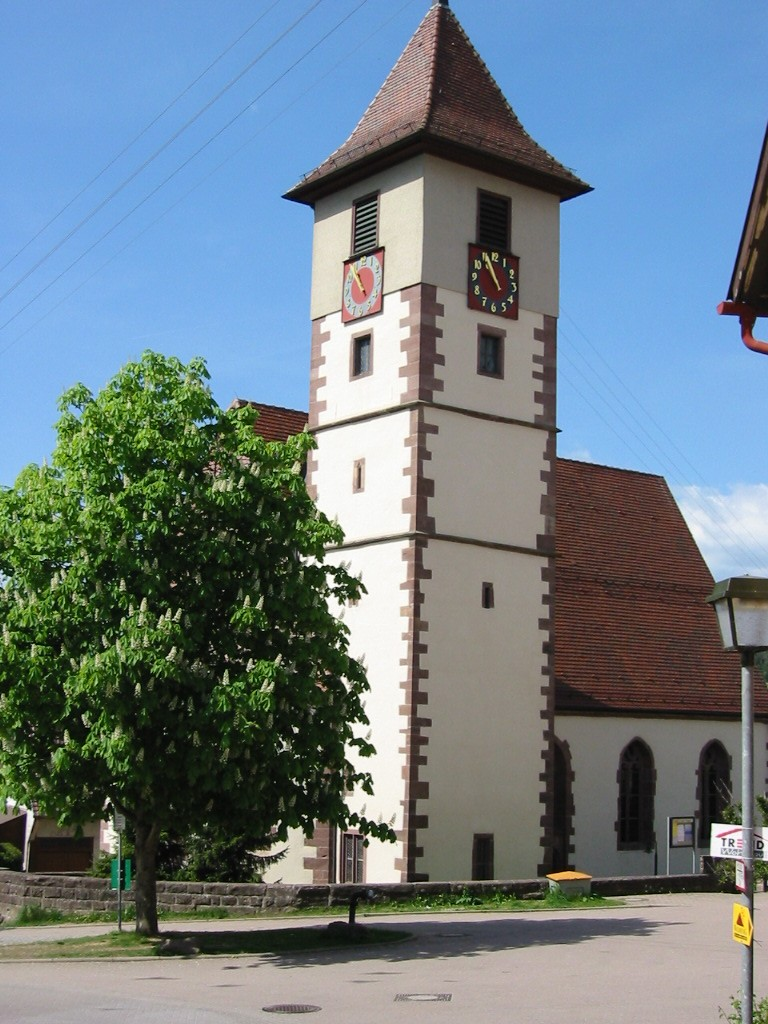
Georgskirche in Rotfelden

Der Ortsteil Rotfelden liegt auf 409 bis 583 m ü. NHN in der Talhanglage am südöstlichen Ende der Enz-Nagold-Platte.
In den 1960er Jahren wurden im Rotfelder Steinbruch Kössig Fossilien aus dem Trias im roten Buntsandstein entdeckt. Herausragend ist der Schädel eines Ur-Lurches. Rotfelden wird unter Paläontologen weltweit als eine der bedeutendsten Fossillagerstätten des Buntsandsteinerdzeitalters gezählt.
Auf der Markung von Rotfelden wurde im Jahr 1870 ein vorgeschichtlicher Fund entdeckt. Im Gewann Ottenbühl nördlich vom Ort wurde im Bereich des neu angelegten Friedhofgeländes ein Skelett gefunden. Als Beigabe enthielt das Grab ein etwa 10 cm langes Steinbeil. Das Beil besteht aus braunem und grauen Gabbron. Der Fund wird in die Jungsteinzeit datiert.
Mehrere mit -mauren zusammengesetzte Flurnamen könnten Hinweise auf keltische und römische Besiedlung geben. Östlich und westlich des Ortes wurde je eine römische Münze gefunden. Die von Nagold ausgehende „Alte Weinstraße“, die auch „Römerstraße“ genannt wird, tangiert den Westteil der Gemarkung. Unweit dieser Höhenstraße lag am sogenannten Kirch- oder Totenweg die älteste Pfarrkirche. Zwischen dieser Kirche und der Alten Weinstraße befand sich der „Viehmarkt“, weil der Pfarrer für die Viehzucht verantwortlich war. Als ecclesia wird sie im liber decimationis 1275 erstmals erwähnt. Sie war Tauf- und Begräbniskirche für Rotfelden und Wenden. Der romanische Taufstein in der heutigen St. Georgskirche dürfte von dieser Kirche stammen. Der Deutsche König und spätere Kaiser Heinrich II. übergab im Jahr 1005 „Rahtfelda“ dem Kloster Stein am Rhein. Damit war die Kirche mit Widem und Zehnten gemeint. Ein halbes Jahrtausend lang gehörten diese kirchlichen Rechte dem Kloster, bis Württemberg sie 1543 durch Kauf erwarb.
Im Unterschied zu dieser alten Pfarrkirche gehörte die heutige St. Georgskirche, die aus einer Kapelle hervorging, nie dem Kloster Stein/Rhein. Ihr „St. Jergen“ Patrozinium wird 1423 erstmals erwähnt. Unter den Markgrafen von Baden wurde sie zur Pfarrkirche erhoben, nachdem die Kloster Steinische Kirche abgegangen war.
Der um 1090 als Zeuge für Kloster Hirsau erwähnte Edelfreie „Erlewinus de Ratfelden“ ist mit „Erlewinus de Bernech“ nahe verwandt oder gar identisch. Am 4. Juli 1288 waren „Reinhardt et Wezele de Rathfelden“ Zeugen einer Urkundung des Grafen Graf Burkhard (V) von Hohenberg. 1281 wird ein „Burcardus“ als Kirchherr in Rotfelden genannt. Im 13. und 14. Jahrhundert gehört Rotfelden zum Herrschaftsbereich der Grafen von Hohenberg. Zusammen mit Altensteig gelangte es 1398 an die Markgrafschaft Baden und verblieb so beim Amt Altensteig. Durch einen Tauschvertrag gelangte Rotfelden zusammen mit dem Amt Altensteig im Jahr 1603 an das Herzogtum Württemberg.
Kirchlich gehörte Rotfelden bis zu Reformation zum Kloster in Stein am Rhein. Diese Rechte wurden 1543 von Herzog Ulrich von Württemberg gekauft. Rotfelden bildete mit Wenden ein Evangelisches Pfarramt. 1559 brannte Rotfelden ganz oder teilweise ab.
1626 wurde die heute noch bestehende St. Georgskirche erbaut.
Im 16. und 17. Jahrhundert gab es neben der Kirche und dem Kirchhof, dem Pfarrhof mit der Zehntscheuer und einem separaten Pfarrhaus, noch folgende öffentliche oder halböffentliche Einrichtungen:
Eine sogenannte Bannschmiede für die Orte Rotfelden, Mindersbach und Pfrondorf; eine Backküche (zeitweise); ein Mesnerhäuslein (zeitweise); ein Schulhaus; ein Hirtenhaus; ein Schießhaus für die Schützen; ein Narrenhäuslein; ein Armenhaus.
Rotfelden besitzt viele interessante Gebäude: Hervorzuheben sind das Pfarrhaus aus dem Jahr 1783, das Stammhaus der Gelehrtensippe Zeller (altes Pfarrhaus) aus dem 15. Jahrhundert, die St. Georgskirche, Das Gasthaus „Zum Hirsch“ aus dem 19. Jahrhundert sowie das „Bettelhaus“, welches ehemals ein Armenhaus war. Dieses Gebäude erhielt 1997 den Denkmalschutzpreis des Schwäbischen Heimatbundes. Der Brunnen in der Ortsmitte, mit Bauinschrift von 1828, ist aus einem einzigen Sandsteinblock gefertigt. Er ist 4,44 m lang, 1,62 m breit und oben 16 cm dick und durch eine 2 m hohe Brunnensäule, ebenfalls aus Sandstein, geschmückt.
In Rotfelden sind geboren:
- Johann Ulrich Zeller (1615–1673), Mitglied des Reichskammergerichts in Speyer, Hofgerichtsadvokat in Tübingen, Diplomat, Herzoglich Württembergischer Oberrat und Geheimer Regimentsrat in Stuttgart, Stifter eines Stipendiums an der Universität Tübingen.
- Johannes Zeller (1620–1694), Bruder des o. g., evangelischer Abt in Alpirsbach, später in Maulbronn, Assessor der Landschaft in Stuttgart, Stammvater der Maulbronner Linie der Gelehrtensippe Zeller.[12]

Im Zuge der Gemeindereform am 1. Januar 1975 wurde die bis dahin selbständige Gemeinde Rotfelden nach Ebhausen eingemeindet.
Die Farben des Rotfelder Wappens fanden Eingang in das Wappen der Gesamtgemeinde Ebhausen.

#### Wenden

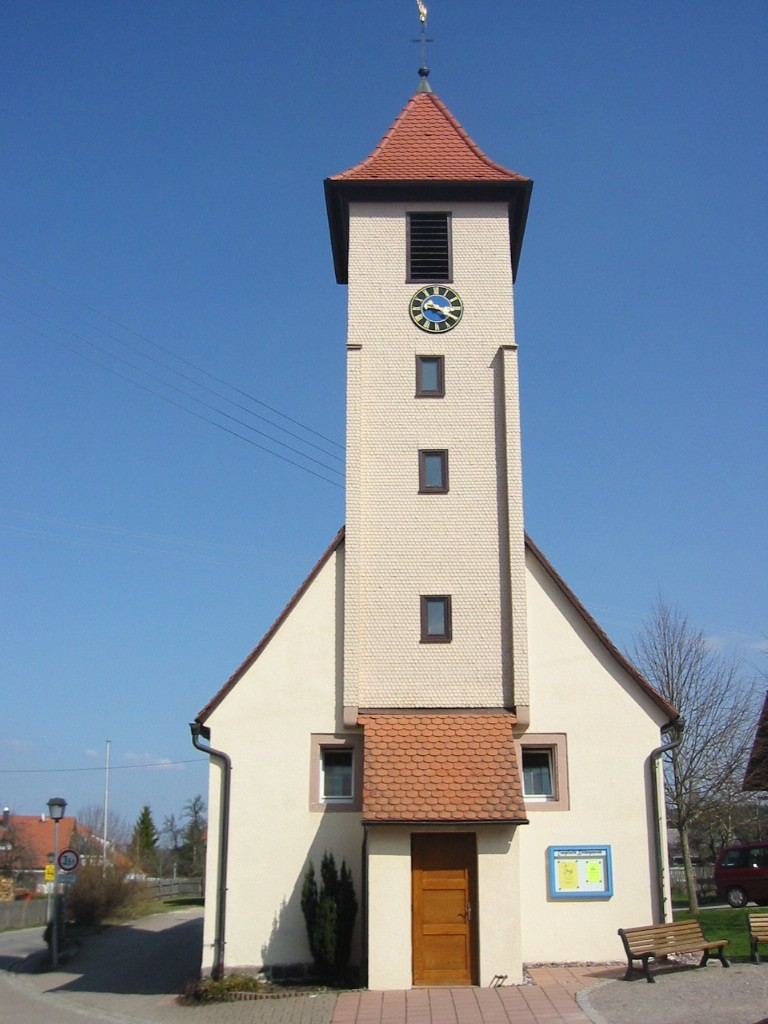
Evangelische Kirche in Wenden

Der Ort Wenden liegt 537 bis 610 m ü. NHN auf der Hochfläche des oberen Nagoldtals hin zur auslaufenden Enz-Nagold-Platte. Wenden wurde erstmals am 11. November 1364 erwähnt, als Volmar von Hornberg, mit Zustimmung seiner Tante Elsbeth, dem "Gotteshaus" in Wart eine Abgabe aus des „Wernczen Gut in Winden“ verkauft. Ob die frühere Namenform „Winden“ oder „Wynna“ auf eine mögliche Ansiedlung einer Gruppe Wenden, eines elbslawischen Stammes, deutet, der dort im 9. oder 10. Jahrhundert angesiedelt wurde, ist mehr als fraglich.
Im 13. Jahrhundert gehörte der Ort den Vögten von Wöllhausen. Später gehörte er zur Herrschaft Vogtsberg (Fautsburg im Enztal) und kam mit dieser Herrschaft im Jahr 1345 durch Verkauf an Württemberg. Er war zuerst dem Unteramt Neuweiler (im Amt Calw) zugehörig. 1808 kam er zum neuen Oberamt Nagold.
Vom 15. bis 19. Jahrhundert gab es in Wenden sieben Güter oder Lehen. Das größte war das sogenannte Dots Lehen mit einem Grundbesitz von insgesamt 273 Morgen.
Am 16. April 1945 wurde das kleine Dorf zum Kriegsschauplatz, als es von französischen Panzern mit Brandgranaten beschossen wurde. Grund hierfür waren deutsche Soldaten, die sich im Ort aufhielten und Widerstand leisteten. 13 Häuser und neun Scheunen brannten infolge des Beschusses ab.
Im Zuge der Gemeindereform am 1. Januar 1975 wurde die bis dahin selbständige Gemeinde Wenden nach Ebhausen eingemeindet.

#### Ebershardt

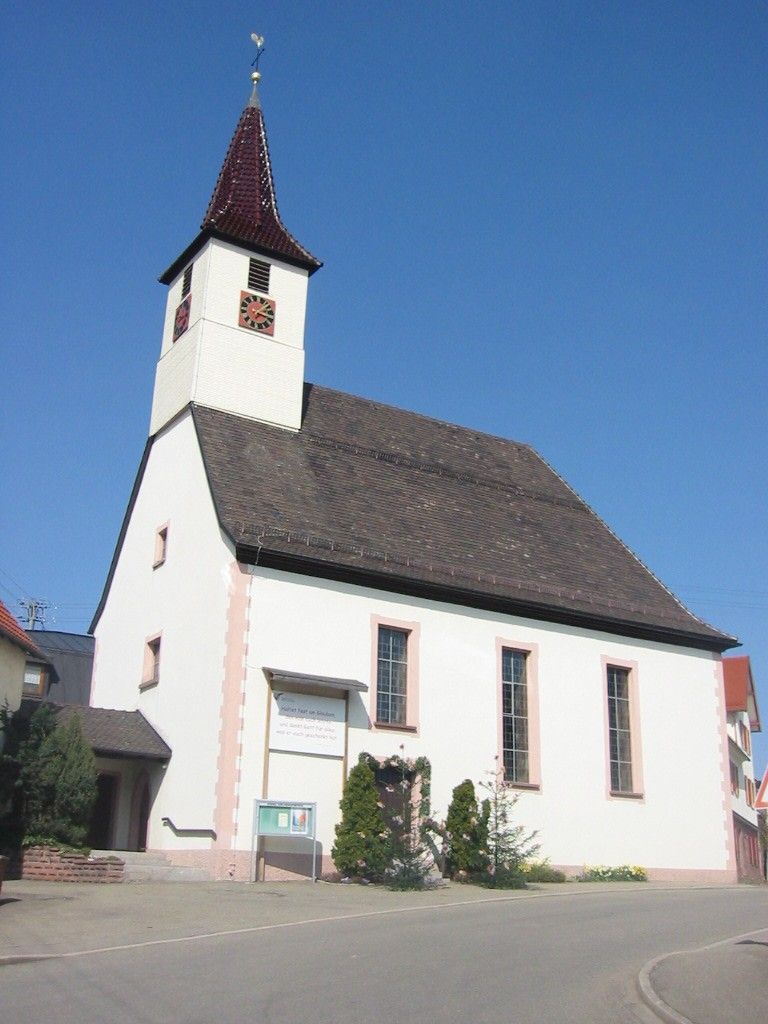
Kirche in Ebershardt

Der 440 bis 576 m ü. NHN auf einer Hochflächen liegende Ort wurde erstmals im Jahr 1312 in einer schriftlichen Quelle als „Ewelhart“ genannt. Heinrich von Vogtsberg (Fautsburg im Enztal) verkaufte den Ort unter dem Siegel seines Lehensherrn Graf Burkhard (V) von Hohenberg an das Kloster Reuthin. Der Verkaufsgegenstand, der Hof oder Weiler „Grashardt“ bei Ebershardt, hat sich in einem Gewannnamen im westlichen Waldgebiet von Ebershardt erhalten. Der Historiker Hans Peter Köpf vertritt die Meinung, dass es sich bei dem Verkaufsgegenstand nicht um einen Wohnplatz handelte, sondern um eine Waldfläche, für die eine Nutzungsabgabe als Weidewald anfiel. Der sogenannte "Dehmen".
Ebershardt kann als Ausbauort von Ebhausen um die Zeit des 9. oder 10. Jahrhunderts angesehen werden. Ebershardt und der Nachbarort Wart bei Altensteig bildeten im Mittelalter eine gemeinsame Markung. Beide Orte gehörten zum Pfarrsprengel von Ebhausen. Das genaue Datum des Übergangs des Ortes aus dem Besitz des Klosters Reutin an Württemberg ist nicht bekannt, doch er muss am Ende des 14. Jahrhunderts erfolgt sein, denn der Ort hat seit der ersten Hälfte des 15. Jahrhunderts einen Schultheiß.
1523 werden fünf Erblehenhöfe in Ebershardt genannt.
Ein „Albert von Ebershardt“ wurde 1374 Propst des Stifts Stuttgart. Die Adelsfamilie von „Ewelshart“ führte ein Wappen, welches in zwei Varianten bekannt ist. In einem durch einen Sparren geteilten Schild befinden sich in den Teilbereichen 3 Ringe bzw. 3 Sterne.
Im Zuge der Gemeindereform am 1. Januar 1975 wurde die bis dahin selbständige Gemeinde Ebershardt nach Ebhausen eingemeindet.

#### Wüstungen
Im Gebiet der ehemaligen Gemeinde Ebershardt liegt die Wüstung Grashart. In der Gemeinde Ebhausen im Gebietsstand von 1974 liegen die Wüstungen Berghäuser und Höfen, auf der Markung Rotfelden die Wüstung Neuhausen. Eine weitere Wüstung „Neidling“ ist im Wald zwischen Rotfelden und Wenden anzunehmen. Die Ortschaft Wöllhausen ist in Ebhausen aufgegangen.

## Politik

### Gemeinderat
Kommunalwahl: Ortschaftsratsverfassung mit unechter Teilortswahl.
- Ebhausen: 8 Sitze
- Rotfelden: 3 Sitze
- Wenden: 1 Sitz
- Ebershardt: 2 Sitze

Im Vorfeld der Kommunalwahl 2014 wurde durch die bisherige Fraktion der Freie Wähler (FW) und der Fraktion der Christlich-Bürgerlichen Wahlgemeinschaft (CBW) eine gemeinsame Liste gebildet, die unter dem Namen Bürgerliche Wahlgemeinschaft (BWG) zur Wahl antrat.
Die Fraktion der Sozialdemokratischen Wahlgemeinschaft (SDW) trat weiterhin mit einer eigenen Liste an.
Die Kommunalwahl am 9. Juni 2024 führte zu folgendem vorläufigen Endergebnis.
| Liste                                      | Prozent | Sitze | Ergebnis 2019     |
| ------------------------------------------ | ------- | ----- | ----------------- |
| Bürgerliche Wahlgemeinschaft (BWG)         | 71,99 % | 10    | 72,26 %, 10 Sitze |
| Sozialdemokratische Wahlgemeinschaft (SDW) | 28,01 % | 4     | 27,75 %, 4 Sitze  |

### Bürgermeister
Der derzeitige Bürgermeister Volker Schuler (Freie Wähler) wurde erstmals im Jahr 1991 gewählt und bereits viermal im Amt bestätigt, letztmals am 29. Januar 2023 mit 98,5 % der Stimmen bei einer Wahlbeteiligung von 32 %. Schuler ist auch Kreisrat des Landkreises Calw und in dieser Eigenschaft Fraktionsvorsitzender, sowie Mitglied und Fraktionschef im Regionalverband Nordschwarzwald.

### Wappen
Blasonierung

„In einem von Gold (Gelb) und Schwarz gespaltenen Schild ein erniedrigter roter Balken, links oben eine schwarze Axt (Schneide links).“
Beschreibung

Durch den gespaltenen und mit Querbalken belegten Schild nimmt das Wappen Bezug zum Geschlecht der Vögte von Wöllhausen, durch die Axt an das der Wetzel von Ebhausen. Die Farben Rot und Gold sind von dem Wappen der ehemaligen Gemeinde Rotfelden übernommen worden.

## Wirtschaft und Infrastruktur

### Verkehr
Durch den Ort führt die Landesstraße 362. Die bis 2018 als Bundesstraße 28 eingestufte Straße war einst eine Hauptschlagader des Verkehrs im nördlichen Schwarzwald von den Ballungsräumen  Stuttgart und Tübingen/Reutlingen nach Freudenstadt über Herrenberg und Nagold. Seit der Eröffnung der Bundesautobahn 81 (Bodenseeautobahn) wurde die südlicher verlaufende Bundesstraße 28a zur Hauptachse ausgebaut, was zu einer Verkehrsverlagerung führte. Bereits vor der Herabstufung wurde die Ortsdurchfahrt vom Verkehr zwischen Nagold und Freudenstadt entlastet, als 2009 die Ortsumfahrung Rohrdorf der K 4339 eröffnet wurde und damit eine weitgehend ortsdurchfahrtfreie Strecke entstanden war.
Durch das Altensteigerle (Nagold–Altensteig) war Ebhausen von 1891 bis 1967 an das Schienennetz angebunden. Die Königlich Württembergischen Staats-Eisenbahnen erbauten 1895/96 das Bahnhofsgebäude als Einheitsbahnhof vom Typ IIa.
Die Bahntrasse durch den Ort ist noch teilweise zu erkennen, insbesondere im Bereich des ehemaligen Bahnhofes. 2010 errichtete man zur Erinnerung an die Zeit des Schienenverkehres in Ebhausen ein originelles Denkmal, ein restaurierter Schmalspurwagen mit einem Signalmast. Dies ist der Gemeinde Ebhausen in Zusammenarbeit mit der Ortsgruppe des Schwarzwaldvereines zu verdanken.

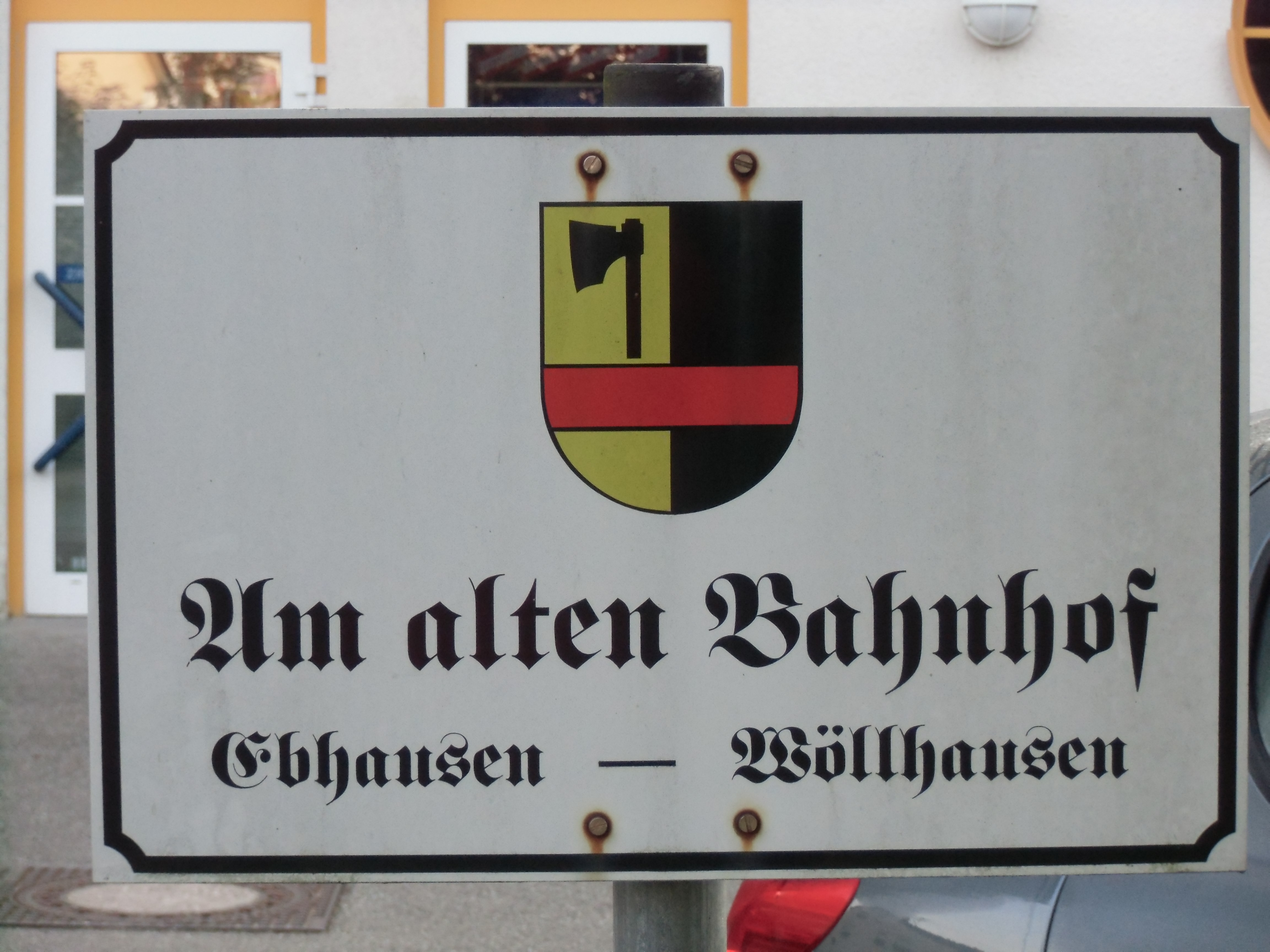
Schild am ehemaligen Bahnhofsgelände
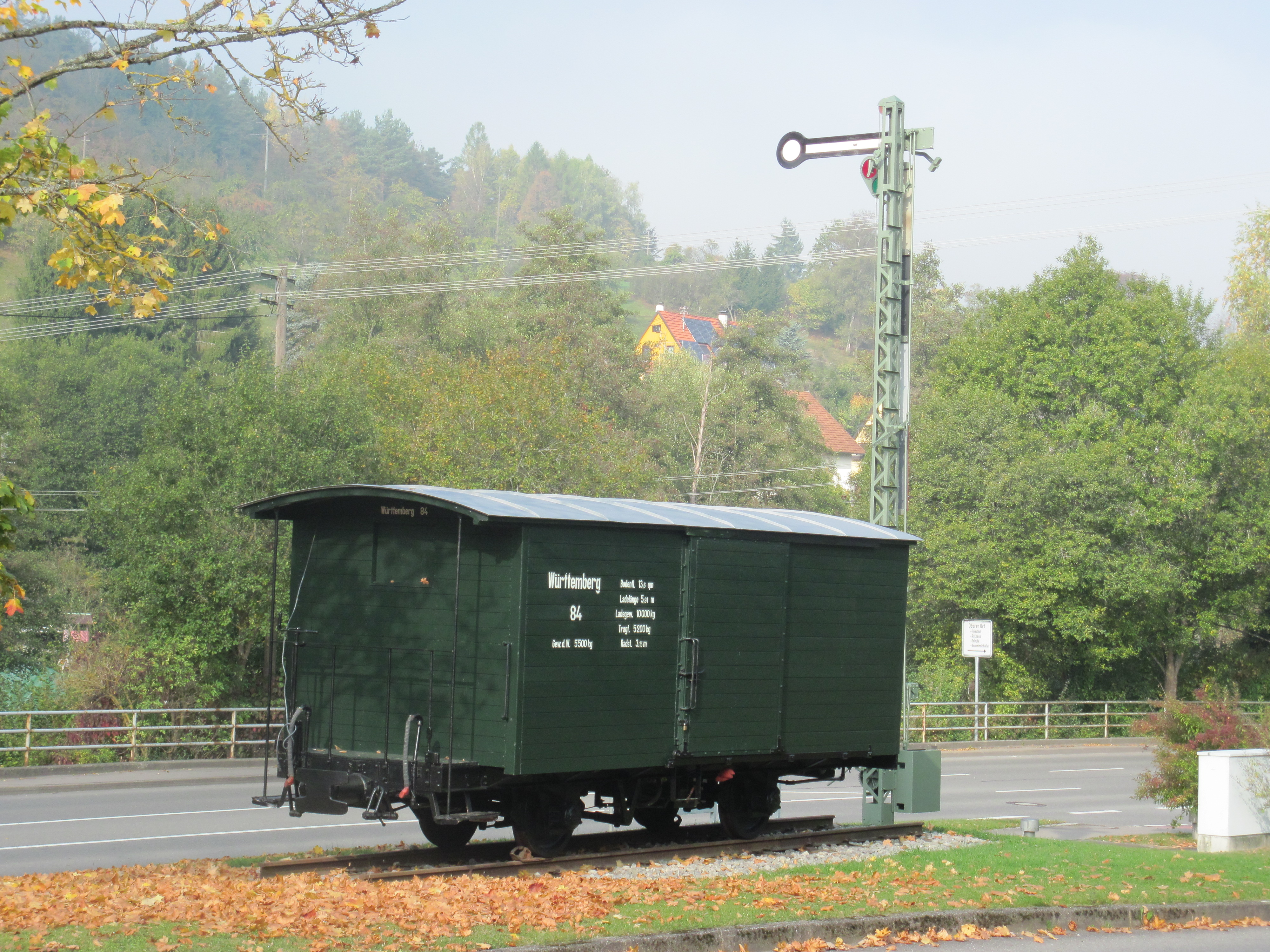
Denkmal „Altensteigerle“ in Ebhausen
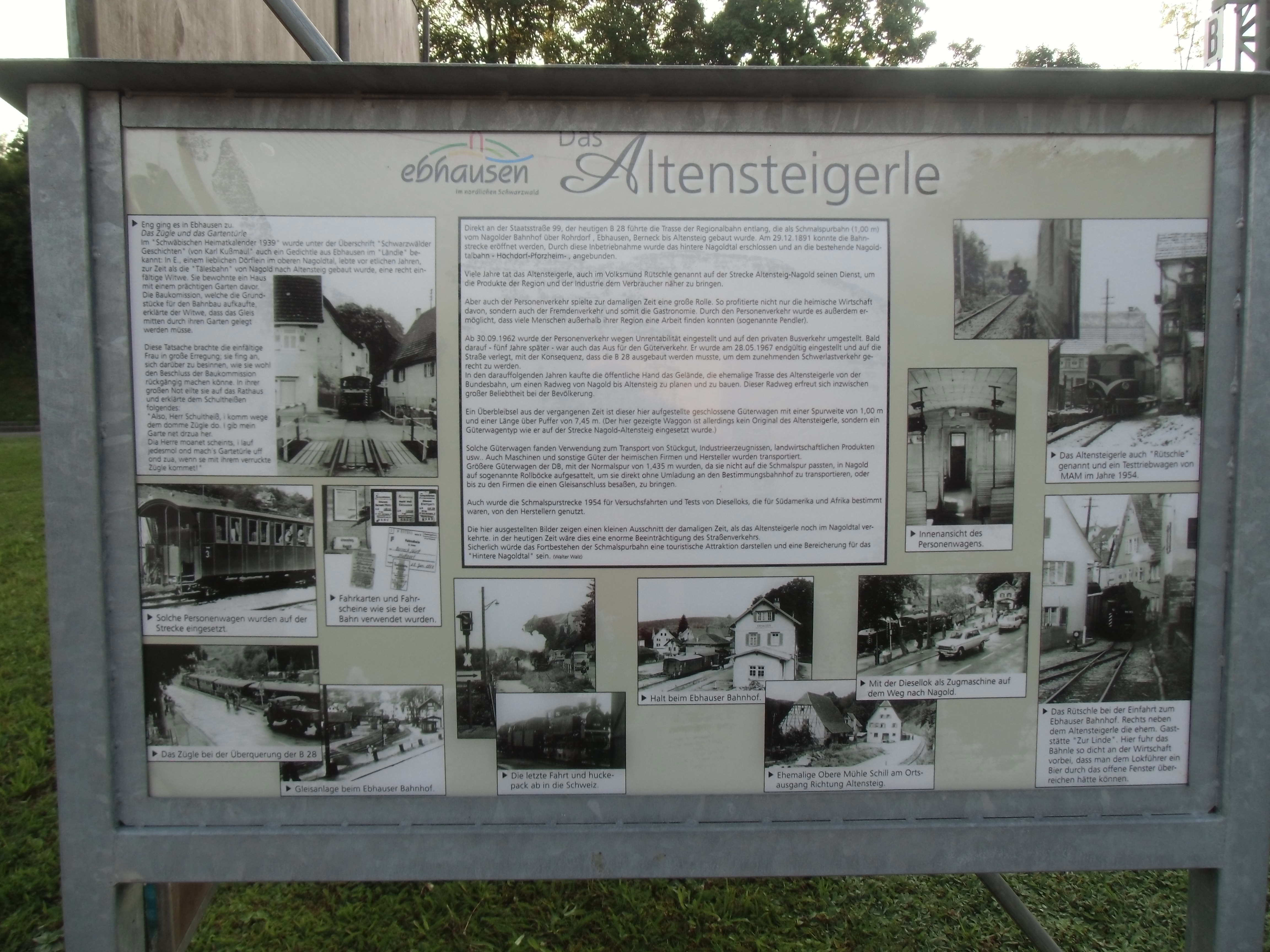
Infotafel am Denkmal für das „Altensteigerle“ in Ebhausen
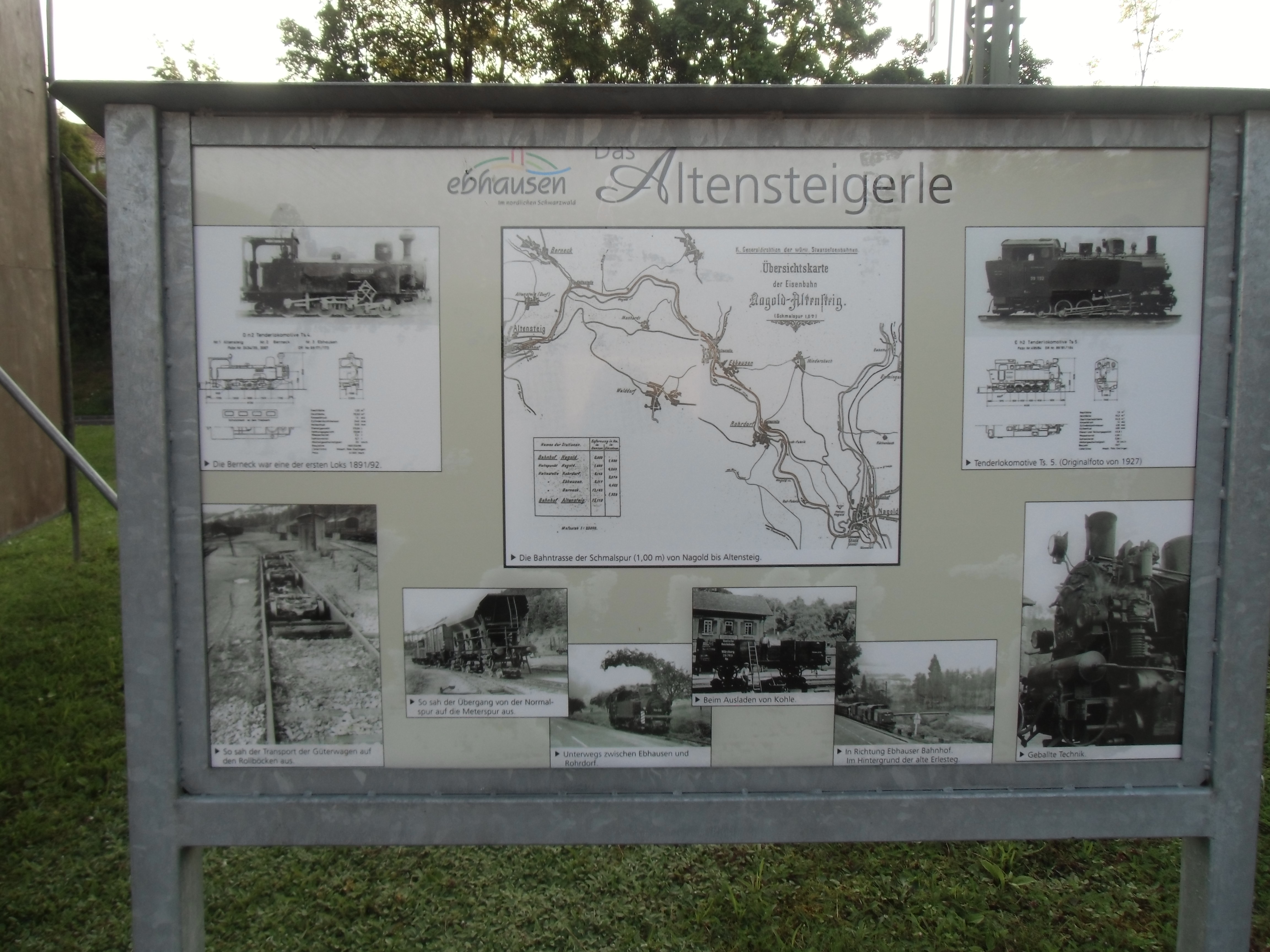
Infotafel am Denkmal für das „Altensteigerle“ in Ebhausen

### Bildungseinrichtungen

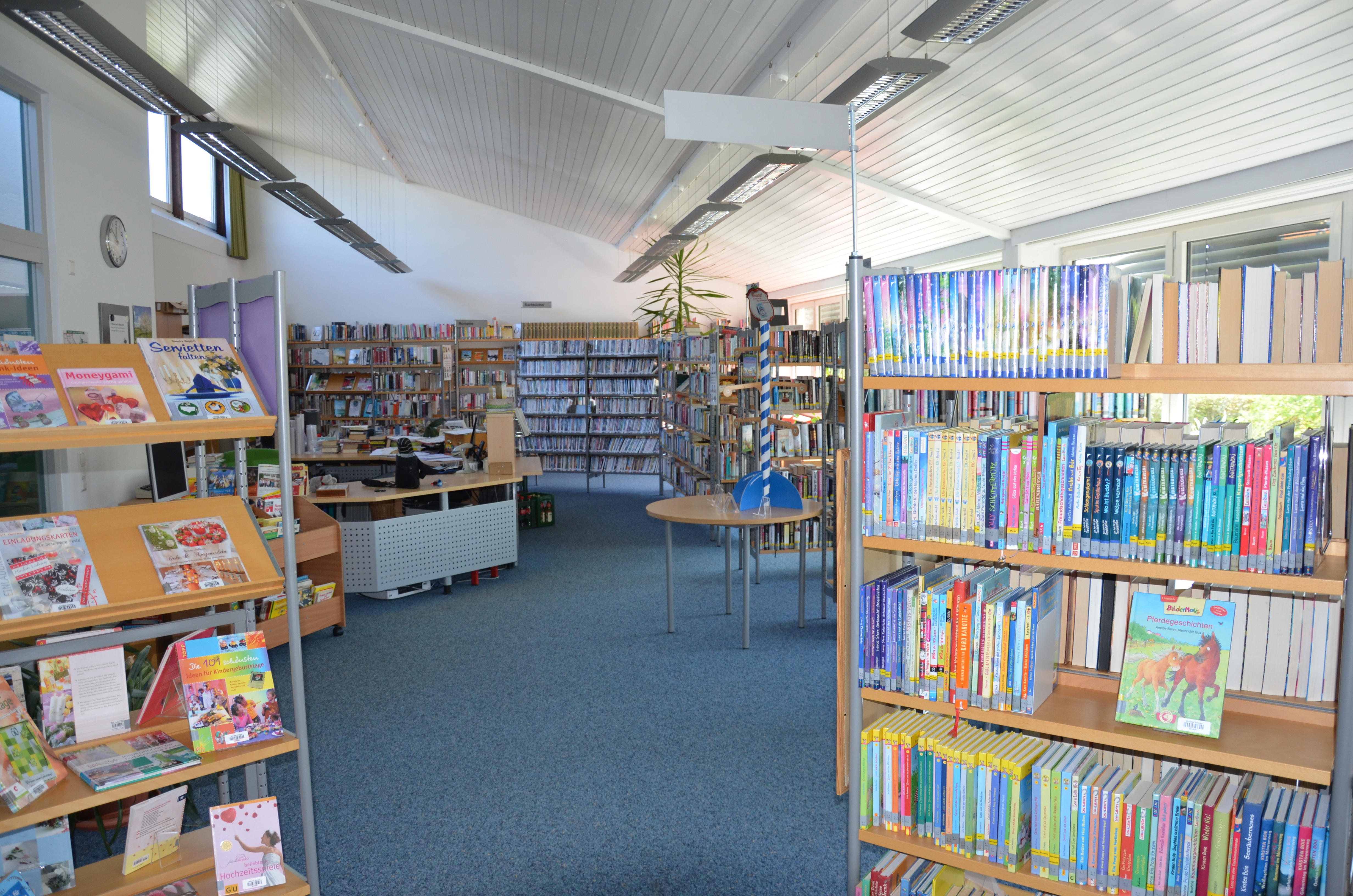
Mediathek (öffentliche Leihbücherei) der Gemeinde Ebhausen

Ebhausen verfügt mit der „Lindenrainschule“ seit dem Schuljahr 2016/17 über eine Gemeinschaftsschule. Im Ortsteil Rotfelden befindet sich als Außenstelle der Lindenrainschule eine weitere Grundschule.
Des Weiteren betreibt die Gemeinde Ebhausen in den Räumen der o. g. Lindenrainschule eine moderne Bücherei (Mediathek) mit Printmedien und Non-Book-Medien. Derzeit hat sie einen physischen Bestand von über 14.000 Medien (Stand 12.2020). Im Jahr 2020 wurden insgesamt 25.500 Medien ausgeliehen. Es besteht auch die Möglichkeit einer digitalen Ausleihe über den Bibliotheksverbund „ebib Nordschwarzwald“, der Onleihe-Dienstleistungen anbietet. Der virtuelle Bestand beläuft sich auf über 20.000 Medien.

### Energiewirtschaft und Umweltschutz

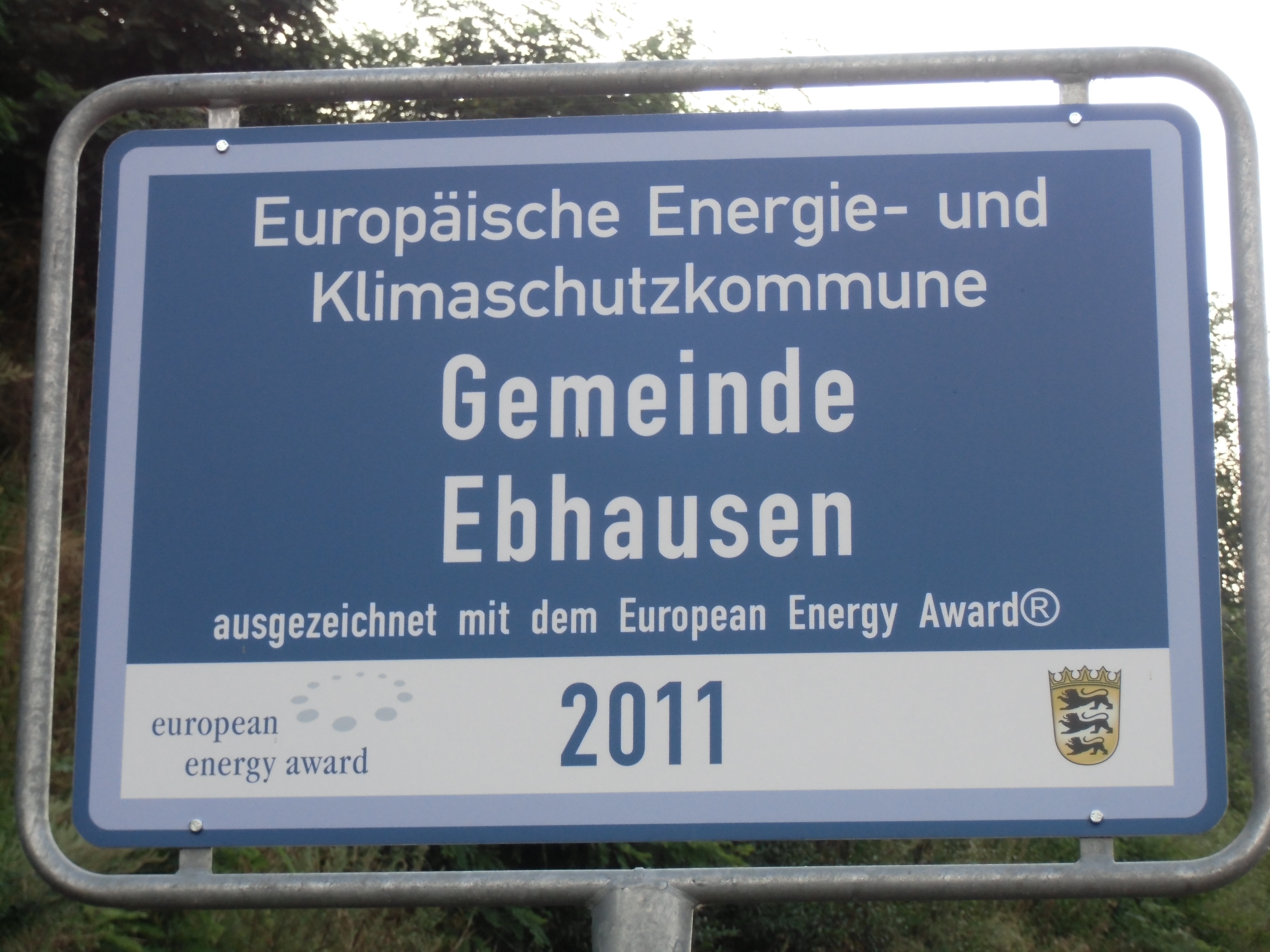
European Energy Award – 2011 an Ebhausen

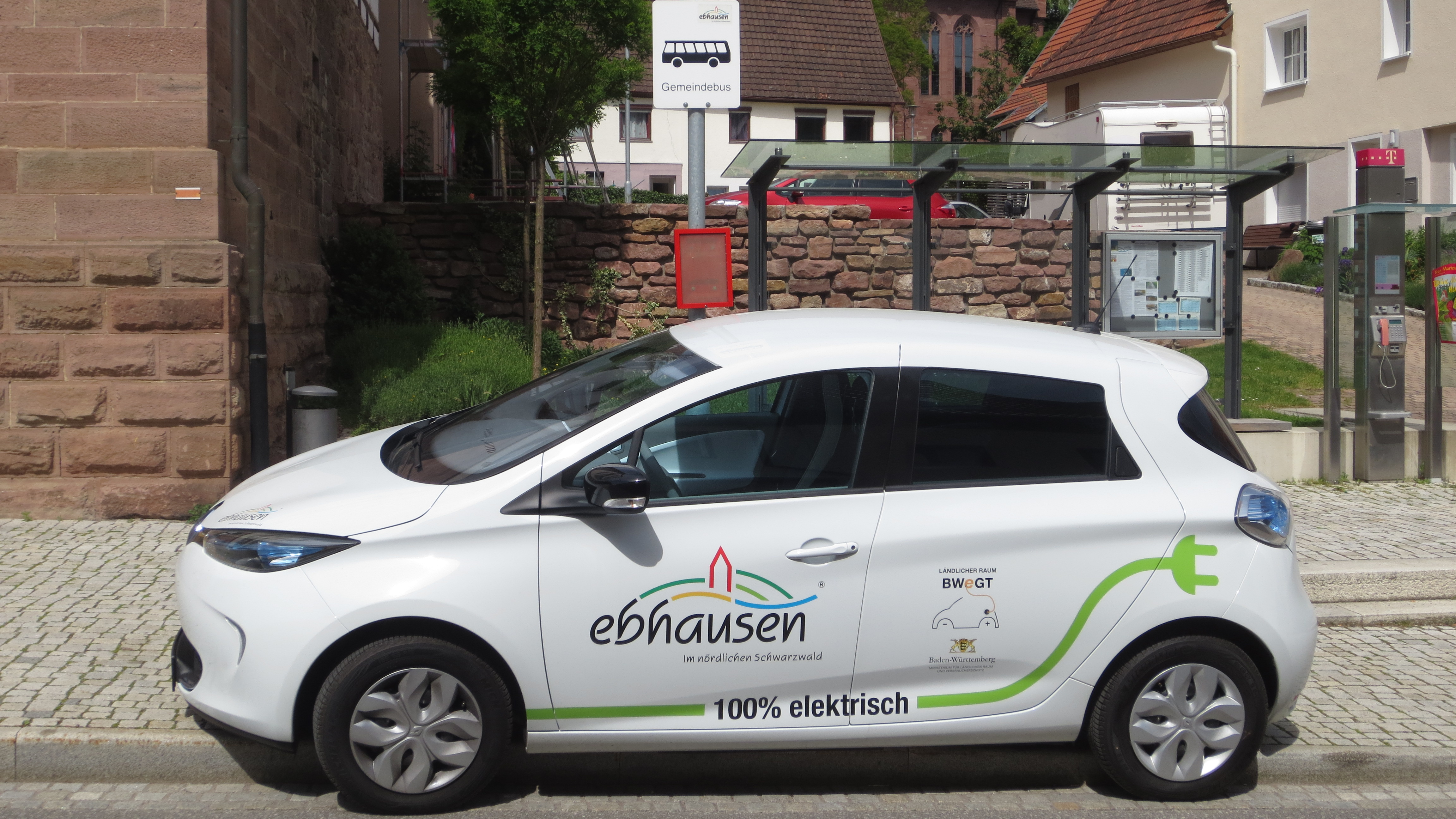
Elektrofahrzeug der Gemeinde Ebhausen „E-Car-Projekt“

Für nachweisbare und vorbildliche Resultate in der kommunalen Energiepolitik wurde der Gemeinde Ebhausen erstmals im Jahr 2011 der „European Energy Award“ verliehen. Am 24. Februar 2015 erfolgte eine erneute Verleihung.
Die Gemeinde Ebhausen engagiert sich für Klimaschutz und Nachhaltigkeit. Zu diesem Zweck wurde im Jahr 2015 die Initiative "Ebhausen FAIRWANDELN" ins Leben gerufen. Ziel ist es, die Gemeinde Ebhausen Stück für Stück zu verwandeln, um das Bewusstsein des fairen Umgangs mit der Umwelt als Weltbürger zu erreichen. Zu diesem Zweck finden regelmäßig Veranstaltungen statt.
Ebhausen beteiligt sich am Projekt "50 kommunale Klimapartnerschaften bis 2015". Das Projekt wird von der Servicestelle Kommunen in der Einen Welt (SKEW) der Engagement Global in Kooperation mit der Landesarbeitsgemeinschaft Agenda 21 NRW seit 2011 durchgeführt. Der Deutsche Städtetag, der Deutsche Städte- und Gemeindebund sowie der Deutsche Landkreistag unterstützen das Projekt. Auftraggeber ist das Bundesministerium für wirtschaftliche Zusammenarbeit und Entwicklung. Ziel des Projektes ist die Kooperation für Klimaschutz und Klimaanpassung. Die Partnergemeinde von Ebhausen ist Lubang in der philippinischen Provinz Occidental Mindoro.
Um neue Akzente in Bereich der Erneuerbaren Energien zu setzen, wurde das Projekt „E-Car“ angestoßen.
Seit Anfang Juni 2014 stellt die Gemeinde Ebhausen ein Elektroauto als „Bürgerauto“ zur Verfügung. Die Batterie des Fahrzeuges wird, durch die auf dem Rathausdach betriebene Photovoltaikanlage, geladen. Die Bürgerschaft hat die Möglichkeit, das Fahrzeug zu festen Fahrzeiten als „Gemeindebus“ zu nutzen. Für diesen Zweck hat sich ein ehrenamtliches Fahrerteam gebildet. Aber auch eine individuelle Nutzung ist möglich. Hierzu kann das Fahrzeug über die Gemeindeverwaltung gegen eine Nutzungsgebühr gebucht werden.

### Familie
Die Gemeinde Ebhausen wurde durch den Landkreis Calw als „Kinder- & familienfreundliche Kommune im Landkreis Calw“ zertifiziert.

### Seniorenarbeit
Im Jahr 2015 fand erstmals eine Seniorenmesse in der Gemeindehalle Ebhausen statt. Bereits zu Beginn des Jahres wurde durch die Gemeinde die Stelle einer Seniorenbeauftragten geschaffen. Zwischenzeitlich hat sich auch ein Ortsseniorenrat gebildet, um die Belange älterer Menschen in den Blickpunkt zu rücken, aber auch auf bestehende Angebote und Möglichkeiten für ältere Menschen zu informieren.

### Vereinsleben
Generell bietet Ebhausen auch durch die ortsansässigen Vereine (Tennis, Volleyball, Fußball, Eisstock, Sportschießen, Tischtennis) viel Auswahl bei der sportlichen Freizeitgestaltung. Die ansässigen Vereine sind für Ebhausen der Turnverein Ebhausen 1898 e. V., in Rotfelden der Sportverein Rotfelden e. V. und in Ebershardt die Sportvereinigung Wart-Ebershardt. Auch in musischen, kulturellen und geselligen Bereich gibt es zahlreiche Vereine in Ebhausen und den Teilorten.

## Religionen und Kirchen
Der überwiegende Teil der Bevölkerung gehört, bedingt durch die historischen Gegebenheiten der evangelischen Kirche an. Die Angehörigen der römisch-katholischen Kirche sind nach Rohrdorf zugehörig. Des Weiteren gibt es noch Angehörige der neuapostolischen und muslimischen Glaubensgemeinschaften. Die evangelischen Kirchengemeinden von Ebhausen, sowie Ebershardt, Rotfelden und Wenden gehören mit Wart zum Kirchenbezirk Calw-Nagold der Evangelischen Landeskirche in Württemberg.

### Ebershardt
Durch die Reformation entstand im Jahr 1568, gemeinsam mit dem Ort Wart, eine evangelische Pfarrei. In Ebershardt befand sich bereits vor der Reformation eine Kapelle, die dem Heiligen Ägidius geweiht war. 1654 wird sie als baufällig bezeichnet. Anfang des 18. Jahrhunderts ist ihr Zustand wieder gut, es wird auch eine Turmuhr erwähnt, die aber „nicht viel nutzt“. 1743 wurde in Ebershardt eine neue, einfache evangelische Kirche mit Dachreiter erbaut.

### Ebhausen
Archäologische Grabungen 1961/62 belegen, dass es vor dem bestehenden Kirchengebäude drei steinerne Vorgängerbauten gegeben hatte. Vor der Reformation waren sie St. Maria geweiht. Das heutige Schiff der evangelischen Kirche Ebhausen wurde 1861 bis 1863 östlich an den romanischen Turm einer Turmburg aus dem 8. Jahrhundert angebaut. Epitaphien im Turmsockel und möglicherweise die älteste württembergische Kirchenglocke (aus dem 14. Jahrhundert) sind Zeugnisse früher Jahrhunderte. Die Tendenzen im protestantischen Kirchenbau des 19. Jahrhunderts, die dann im Eisenacher Regulativ von 1861 festgelegt wurden, fanden schon bei der Planung für den Neubau in Ebhausen Anwendung. Die Saalkirche wurde dementsprechend im neugotischen Stil mit eingezogenem Chor und dreiseitiger Empore gebaut. Im Unterschied zu früheren gotischen Kirchen mit schlanken hohen Langhausfenstern, die im Inneren von den Emporen überspannt, also nicht geteilt waren, wurden hier die Fensterreihen zweistöckig angelegt. Die radikale Innen-Umgestaltung der Kirche 1962 unter dem Stuttgarter Architekt Werner Hermann Riethmüller und der künstlerisch-gestalterischen Leitung von Professor Rudolf Yelin d. J. entfernte die Emporen (die West-Orgelempore wurde konstruktiv von den Seitenwänden gelöst) und schloss die Fenster im Parterre. Auch das von ihm selber dreißig Jahre zuvor geschaffene Wandgemälde am Chorbogen (links: Krankenheilung, Bergpredigt; rechts: vierfaches Ackerfeld, Feigenbaum ohne Früchte) ließ Yelin zugunsten einer neuen Altarraumgestaltung übermalen. Im Chorraum setzte Yelin 1962 zwischen seine ungegenständliche Farbverglasung des Ostfensters und den auch von ihm gestalteten Altar als Chorrückwand eine filigran durchlässige Mauer aus Betonkunststein-Formteilen mit dem Korpus des auferstandenen und segnenden Christus in der Mitte. Dazu korrespondierend erhielt die materialgleiche Brüstung der Westempore vier Evangelistensymbole als Einlage. Die kräftigen Farben des Chorfensters von Yelin beleben die transparente Chormauer davor. Die zurückhaltende Verglasung der oberen Schifffenster und die farbige Ostgiebel-Rosette stammen von Erich Schwarz aus Nagold. Als man sich entschloss, die zugemauerten unteren sechs Schiff-Fenster doch wieder zu reaktivieren, schuf der Stuttgarter Glaskünstler Adolf Valentin Saile 1986 Bleiglasfenster mit den Werken der Barmherzigkeit, dem Gleichnis vom vierfachen Ackerfeld und drei Tauf- und Wassergeschichten. Im Jahre 2019 wurde die Kirche innen renoviert und ein neues Lichtkonzept im Altarraum umgesetzt.

### Rotfelden
Die evangelische St. Georgskirche wurde während des Dreißigjährigen Krieges 1626 durch den herzoglich-württembergischen Baumeister Friedrich Vischlin nach Querkirchen-Konzeption mit Gestühl-Ausrichtung auf die Kanzel an der Nordwand erbaut. Davor gab es am sogenannten Kirch- oder Totenweg die älteste Pfarrkirche, die als ecclesia (Tauf- und Begräbniskirche) für Rotfelden und Wenden im Liber decimationis 1275 erstmals erwähnt wird. Der vorhandene romanische Taufstein dürfte von dieser Kirche stammen. Im Unterschied zu dieser alten Pfarrkirche gehörte die heutige St. Georgskirche nie dem Kloster Stein/Rhein. Ihr „St. Jergen“-Patrozinium wird 1423 erstmals erwähnt. Unter den Markgrafen von Baden wurde sie zur Pfarrkirche erhoben, nachdem die Kloster Steinische Kirche beim Dorfbrand von 1559 abgegangen war. 1887 wurde die Kirche wegen Feuchtigkeitsschäden renoviert. Dabei wurden Wandmalereien aus der Zeit der Errichtung der Kirche entdeckt, die aber übertüncht wurden. Der Barock-Kruzifxus, früher neben der Kanzel an der Nordwand, ziert seit der Modernisierung des Kircheninnenraums in den 1970er Jahren den Altar im östlichen Chorraum, wohin sich seither auch das Gestühl zur neuen Kanzel ausrichtet. In diesem Zusammenhang wurde das östliche (mittlere) Chorfenster mit einer künstlerischen Glasgestaltung versehen. Die Kirche bietet 330 Sitzplätze.

### Wenden
Im Ort befindet sich eine kleine evangelische Kirche mit rechteckigem Grundriss und einem kleinen, mit Holzschindeln verkleideten Glockenturm. Ursprünglich war sie eine Kapelle. Ihr St. Katharinen-Patrozinium wird 1552 genannt. Erstmals erwähnt wird die Kapelle 1511. Ein hölzerner Stützbalken im Innern trägt die Jahreszahl 1517. Wenden ist Filiale von Rotfelden und gehörte ebenfalls wie dieser Ort bis zur Reformation dem Kloster Stein am Rhein.

## Kultur, Brauchtum und Sehenswürdigkeiten

### Backhäuser
Die Gemeinde Ebhausen unterhält insgesamt fünf Backhäuser (Wöllhausen, Ebhausen, Rotfelden, Wenden und Ebershardt). 

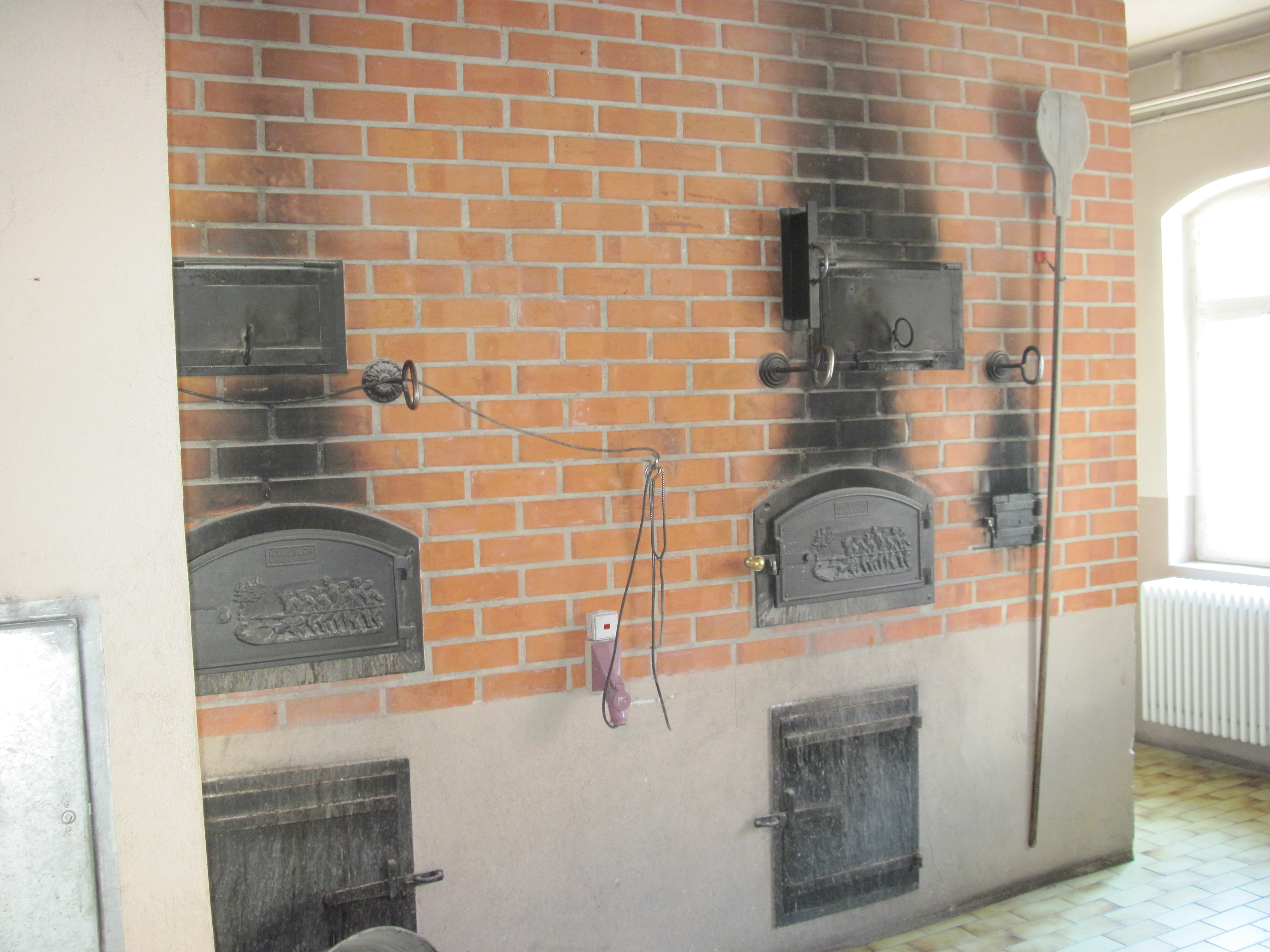
Öfen im Backhaus Ebhausen (im historischen Teil des Rathauses)
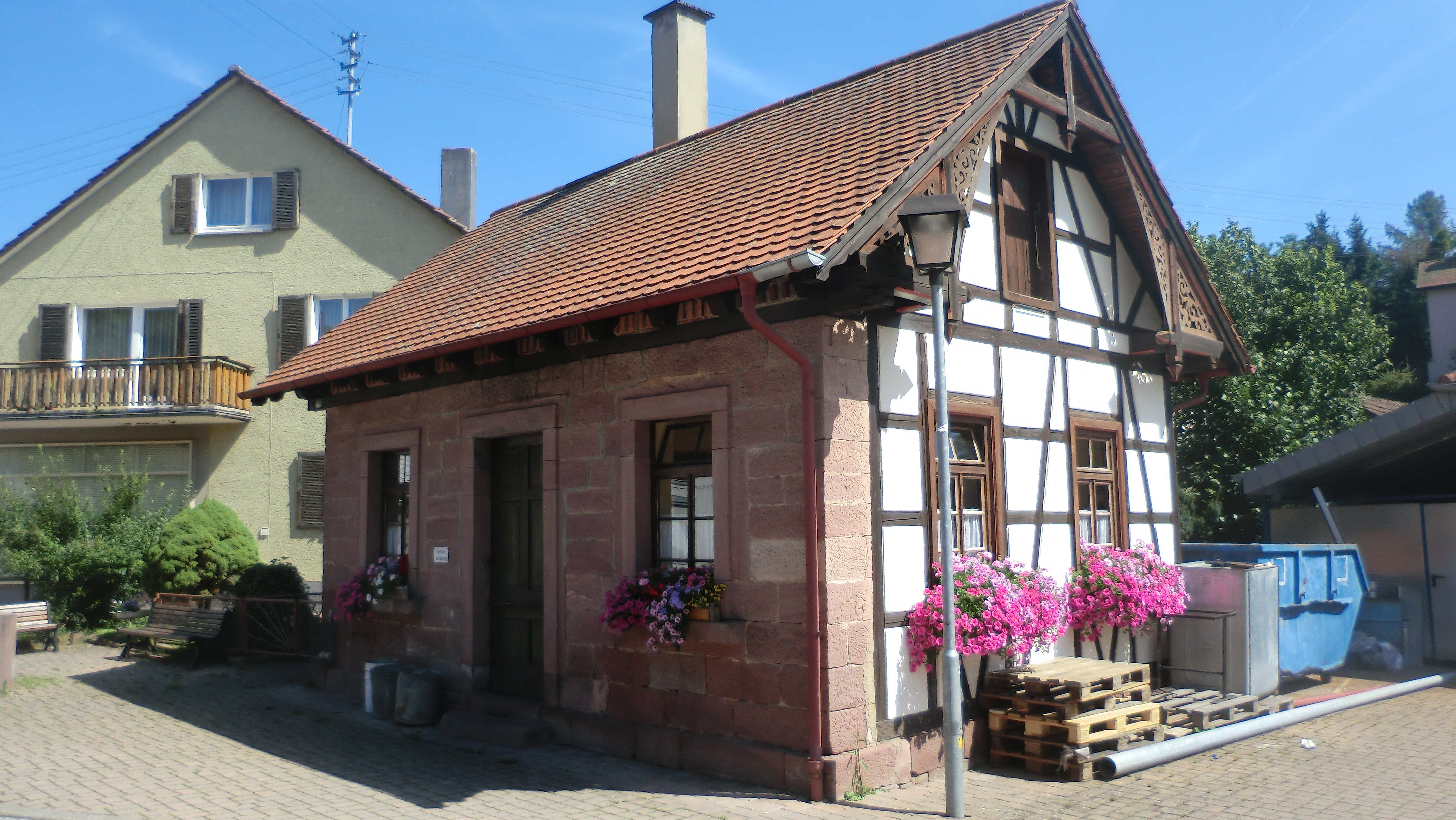
Backhaus in Ebhausen-Wöllhausen
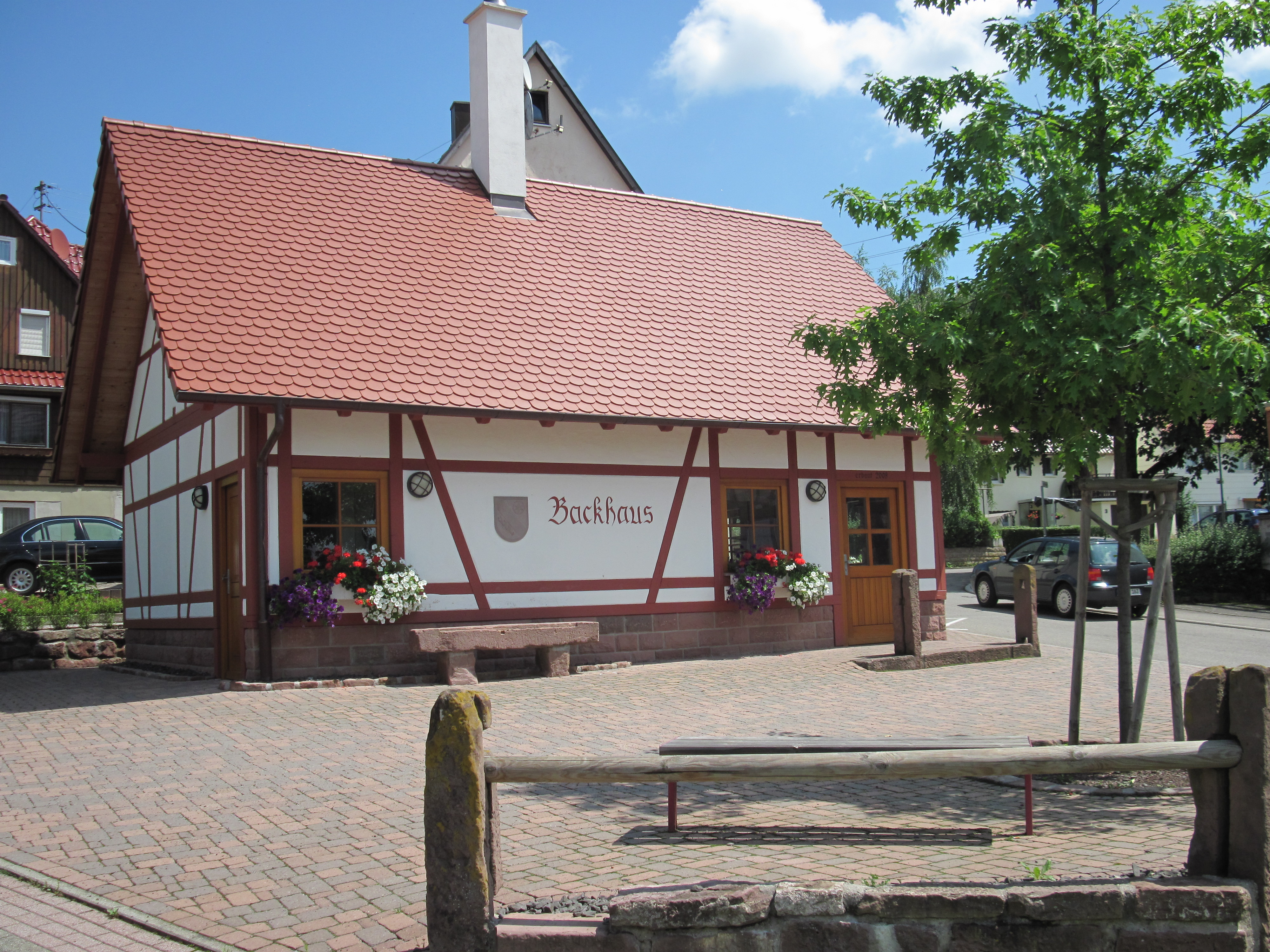
Backhaus in Rotfelden
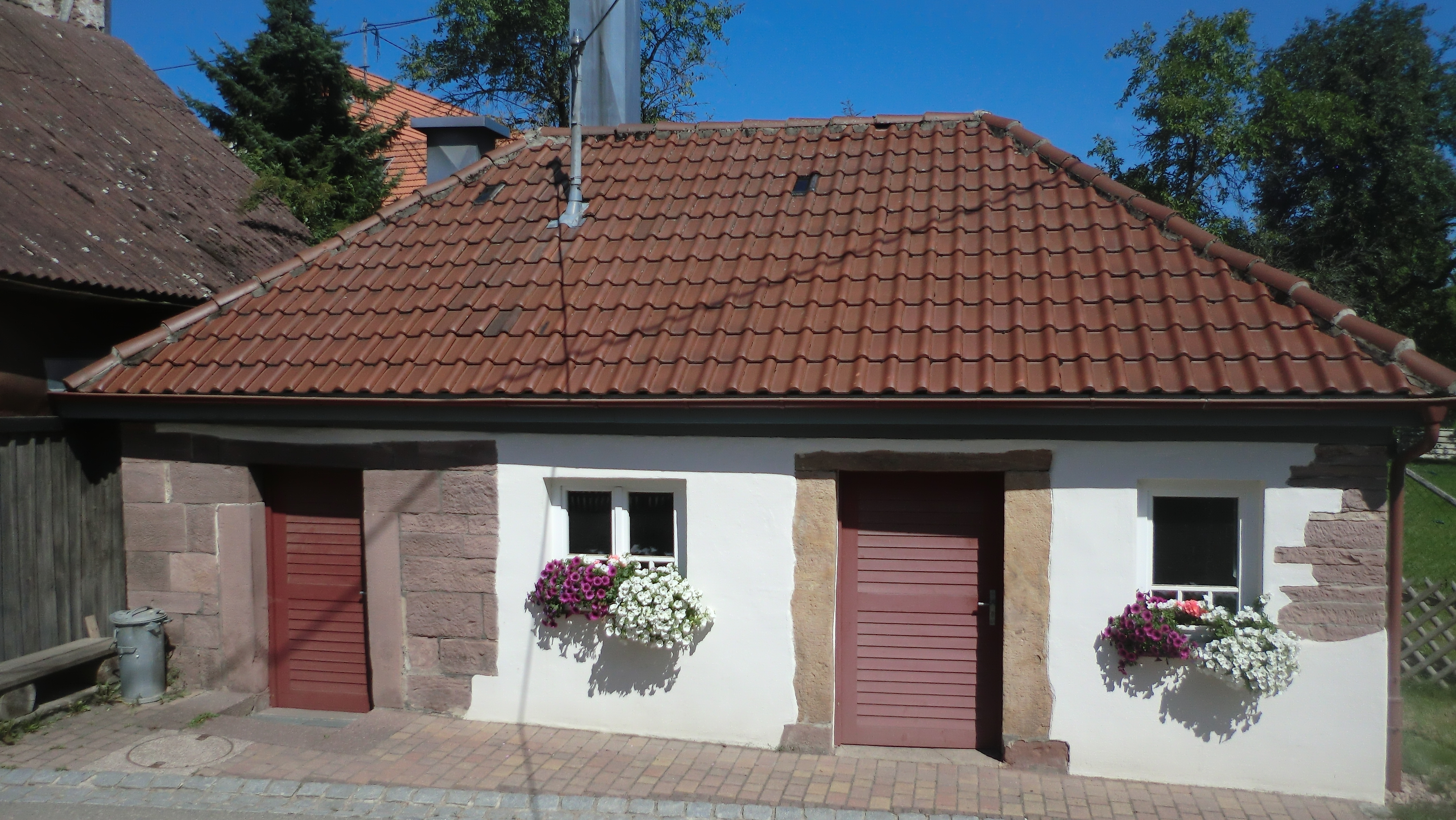
Backhaus in Wenden
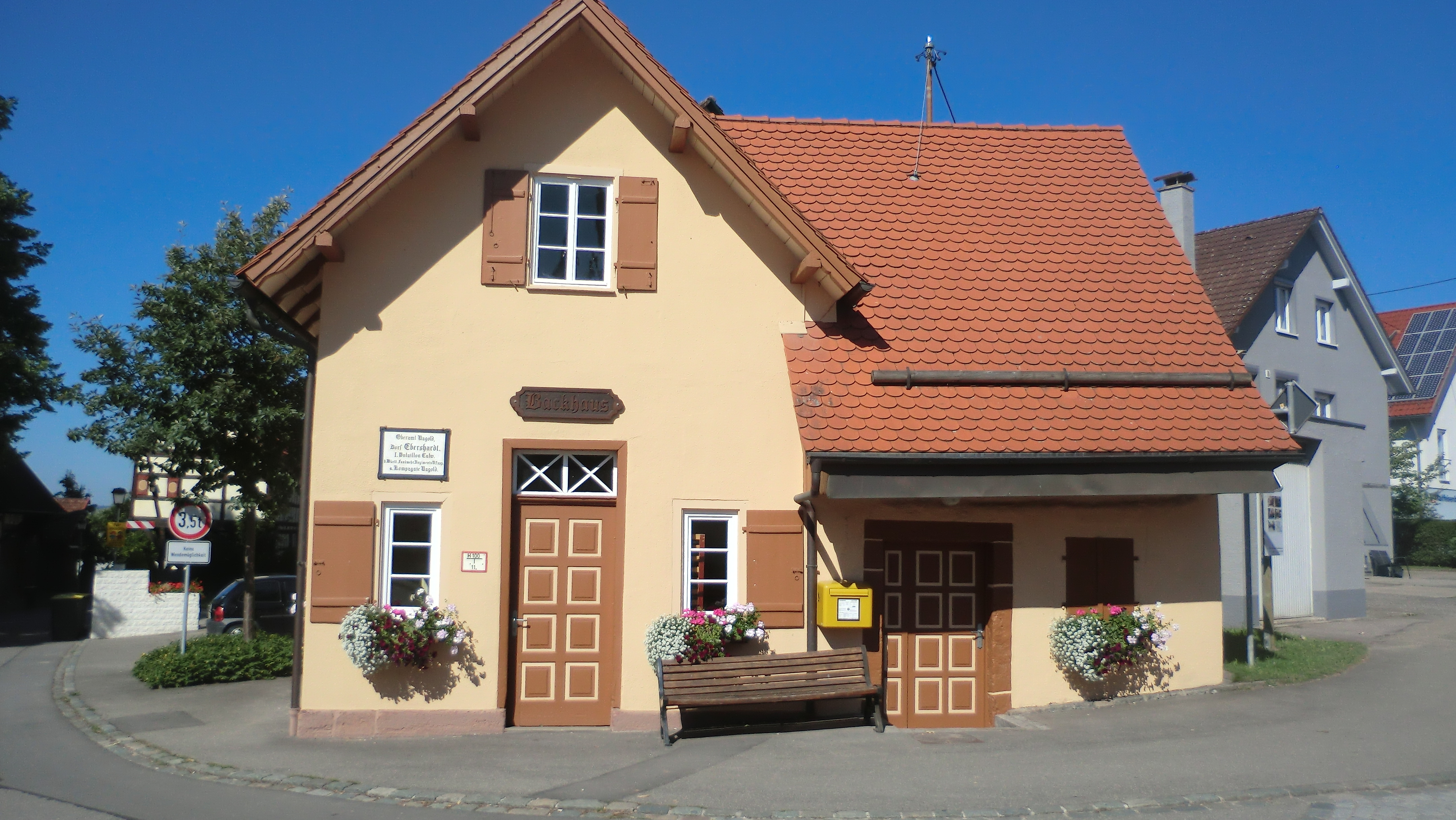
Backhaus in Ebershardt

### Fackeln

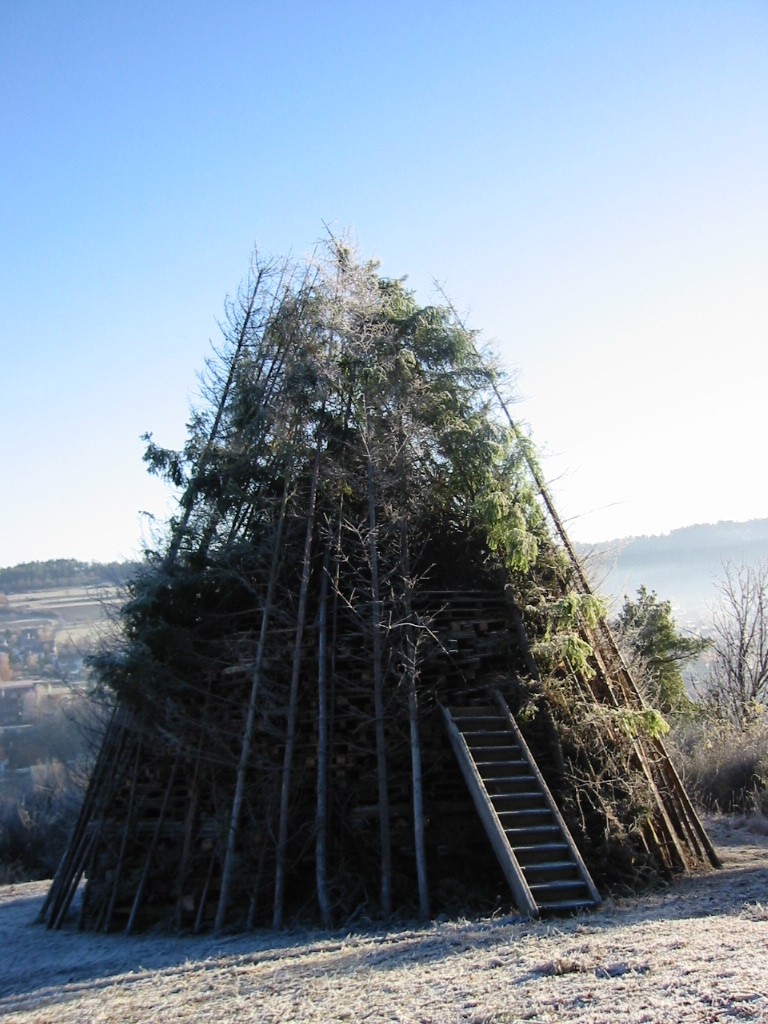
Fackelhaufen für das „Fackeln“ am Heiligen Abend

Am Heiligen Abend findet in Ebhausen und Ebershardt das traditionelle Fackeln statt, welches in der Vergangenheit im Oberen Nagoldtal weit verbreitet war. So wurde bereits 1885 in Zwerenberg und 1890 in Berneck gefackelt. In Ebhausen geht dieser Brauch auf den Schulmeister Johann Gottfried Steinle (1851–1912) zurück. Steinle lernte diesen Brauch in Altensteig kennen. Durch seine Schüler wurde im Jahr 1892 oder 1893 erstmals in Ebhausen das Fackeln durchgeführt. Dieser Brauch wurde mit Ausnahme der kriegsbedingten Unterbrechung in den Jahren 1939–1944 beibehalten. Durch die Ebhäuser Fackelzunft wird ein großer Holzstapel auf dem Gelände des Stuhlberger errichtet, der unter dem Glockengeläut der Kirche am Heiligen Abend im Beisein der Bevölkerung, die Fackeln mitführt, entzündet wird. In Ebershardt findet sich ebenfalls der Brauch des Fackelns.

### Klousentreiben
Alljährlich am Nikolaustag findet in der Ortschaft Ebershardt der Brauch des Klousentreibens statt. Dieser Brauch liegt ganz in den Händen der männlichen Dorfjugend. Ein junger, unverheirateter Mann wird kunstvoll in einen Anzug aus Stroh eingebunden, der ihn ganz umschließt. Nach dem Ankleiden wird dieser, der „Klous“, durch den Ort geführt. Der Klous hat dabei zwei Helfer, denn bedingt durch seinen Strohanzug kann er fast nichts sehen. Dies erfolgt unter heftigen Zurufen der Einwohnerschaft, die in Sprechchören Hey, hey her rufen. Nachdem der Klous seinen Rundgang beendet hat, wird er an einen festgelegten Platz geführt, seiner Strohkleider entledigt und dieses Kleid öffentlich verbrannt. Dieser Brauch wurde auch im Ort Ebhausen bis Mitte des 20. Jahrhunderts gepflegt. Bereits der älteste Band der Kirchenkonvents-Protokolle von Ebhausen erwähnt den Brauch im Jahr 1694. Der Hintergrund dieses Brauches liegt im Dunkeln. Der Volkskundler Friedrich Heinz Schmidt beschreibt das Klousentreiben in Ebhausen ausführlich in seinem Buch "Forschungen zur Volkskunde im Deutschen Südwesten".

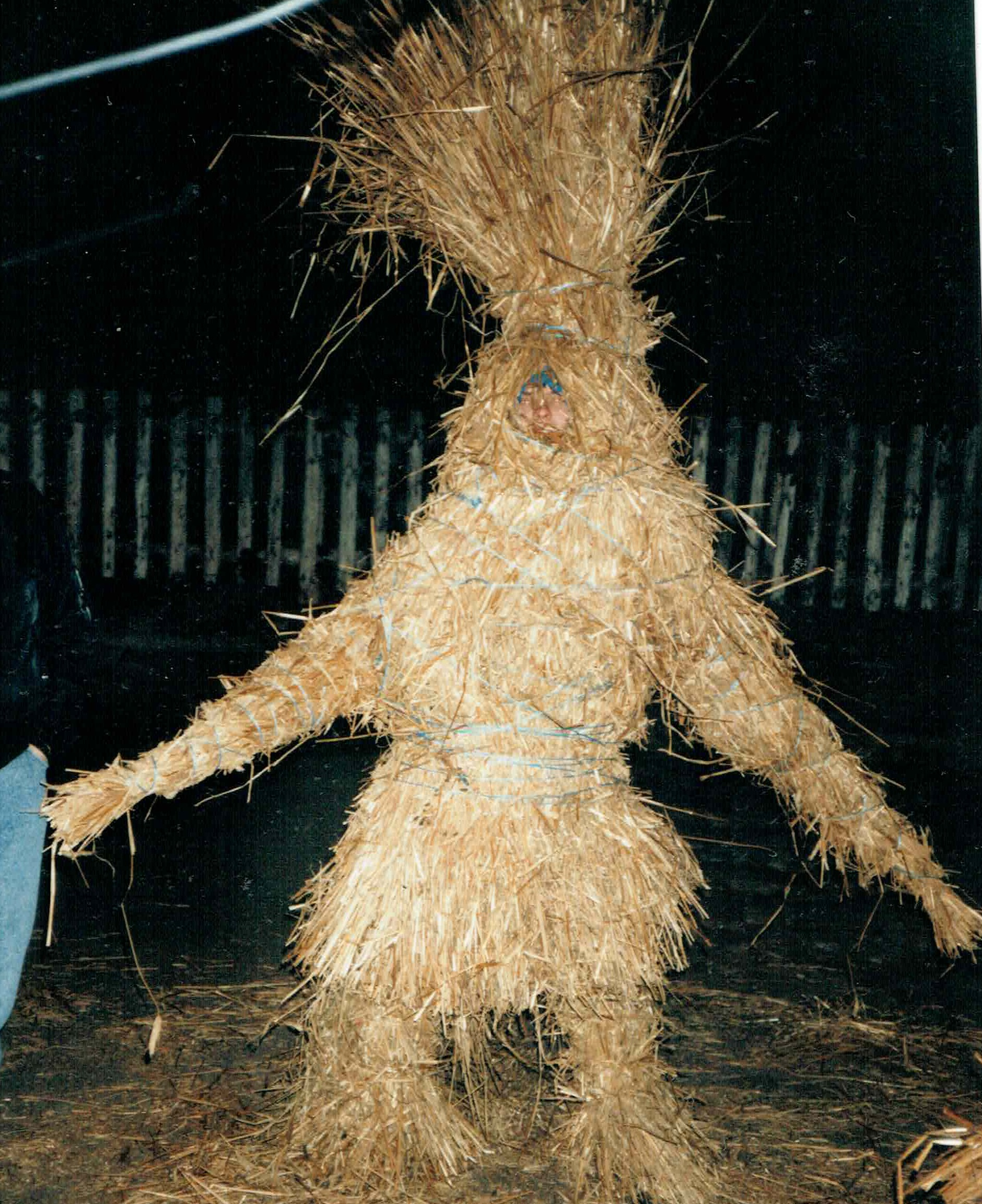
Eingepackter Klous am Nikolaustag in Ebershardt

### Sehenswürdigkeiten
- Kamelhof Rotfelden
- Rathaus Ebhausen
- Durch den Bauhaus-Architekten und Designer Herbert Hirche geplantes Wohnhaus und ehemaliges Fabrikgebäude der Familie Holzäpfel in Ebhausen.[35]

### Unerforschtes
Im Jahr 1985 erlangte man Kenntnis über ein unterirdisches Gangsystem im Bereich der Marktstraße von Ebhausen, welches sich in einer Tiefe von rund 4 m befindet und dessen Ausmaße nicht bekannt sind. Bislang liegen Alter, Sinn und Zweck dieses Gangsystems im Dunkeln. Im Jahr 1987 wurde beim Umbau der Kreissparkassenfiliale ein Eingang entdeckt. Vom Gewölbe des Gebäudes stiegen ein Mitarbeiter des Denkmalamtes und der durch die Kreissparkasse beauftragte Architekt schräg in den Fels hinunter. Drei Teilstücke von Gängen sind entdeckt worden. Die Gänge haben eine Höhe von 1,5 m und sind in den massiven Fels gehauen. Ein Gang war 20 m begehbar, dann versperrten aufeinandergestapelte Steine den Durchgang. Bislang fand keine eingehende Untersuchung statt. Der Eingang zum Gangsystem wurde vermauert, somit ist das Gangsystem nicht zugänglich. Eventuell könnte es sich auch um einen Erdstall handeln.

### Alter Reim
Ein regional sehr bekannter Vers lautet in der schwäbischen Mundart:
Wenne, Waart ond Aiberschhaardt, holt dr Teufel auf ei're Fahrt, ond hot er noh net g'nue, nemmt er Gau(ge)wald au dazue.
Auf Hochdeutsch:
Wenden, Wart und Ebershardt, holt der Teufel auf einer Fahrt, und hat er noch nicht genug, nimmt er Gaugenwald auch dazu.
Georg Wagner, der Autor des Nagolder Heimatbuches, zitiert bereits 1925 diesen Reim. Er soll gemäß seinen Angaben, den Ursprung in den Fahrten des bereits 1925 verstorbenen Mühlknechtes der Bannmühle Ebhausen haben. Hierbei kann es sich eventuell um die Person des Christian Teufel (1777–?) handeln.

## Söhne und Töchter der Gemeinde
- Ulrich Carl Schöttle (1813–1886), Lehrer und Taubstummenpädagoge

## Personen in Verbindung mit Ebhausen
- Friedrich Heinz Schmidt (1902–1971), Volkskundler und Heimatforscher